# Régiment de défense de l'Ulster
 (février 2022).
La mise en forme du texte ne suit pas les recommandations de Wikipédia : il faut le « wikifier ».
Les points d'amélioration suivants sont les cas les plus fréquents. Le détail des points à revoir est peut-être précisé sur la page de discussion.
- Les titres sont pré-formatés par le logiciel. Ils ne sont ni en capitales, ni en gras.
- Le texte ne doit pas être écrit en capitales (les noms de famille non plus), ni en gras, ni en italique, ni en « petit »…
- Le gras n'est utilisé que pour surligner le titre de l'article dans l'introduction, une seule fois.
- L'italique est rarement utilisé : mots en langue étrangère, titres d'œuvres, noms de bateaux, etc.
- Les citations ne sont pas en italique mais en corps de texte normal. Elles sont entourées par des guillemets français : « et ».
- Les listes à puces sont à éviter, des paragraphes rédigés étant largement préférés. Les tableaux sont à réserver à la présentation de données structurées (résultats, etc.).
- Les appels de note de bas de page (petits chiffres en exposant, introduits par l'outil «  Source ») sont à placer entre la fin de phrase et le point final[comme ça].
- Les liens internes (vers d'autres articles de Wikipédia) sont à choisir avec parcimonie. Créez des liens vers des articles approfondissant le sujet. Les termes génériques sans rapport avec le sujet sont à éviter, ainsi que les répétitions de liens vers un même terme.
- Les liens externes sont à placer uniquement dans une section « Liens externes », à la fin de l'article. Ces liens sont à choisir avec parcimonie suivant les règles définies. Si un lien sert de source à l'article, son insertion dans le texte est à faire par les notes de bas de page.
- La présentation des références doit suivre les conventions bibliographiques. Il est recommandé d'utiliser les modèles {{Ouvrage}}, {{Chapitre}}, {{Article}}, {{Lien web}} et/ou {{Bibliographie}}. Le mode d'édition visuel peut mettre en forme automatiquement les références.
- Insérer une infobox (cadre d'informations à droite) n'est pas obligatoire pour parachever la mise en page.

Pour une aide détaillée, merci de consulter Aide:Wikification.
Si vous pensez que ces points ont été résolus, vous pouvez retirer ce bandeau et améliorer la mise en forme d'un autre article.
Le régiment de défense de l'Ulster (UDR) était un régiment d'infanterie créé en 1970 et dissout en 1992. Mis au jour à la demande du public, des journaux et des publicités télévisées, son rôle officiel était la « défense de la vie et de la propriété en Irlande du Nord contre les attaques armées et les sabotages », mais contrairement aux troupes de Grande-Bretagne, il n'a jamais été utilisé pour le "contrôle des foules ou émeutes dans les villes",,. C'était le plus grand régiment d'infanterie de l'Armée Britannique, formé de sept bataillons plus quatre ajouté au fil des deux années suivantes.
Il était principalement constitué de volontaire à temps partiel jusqu'en 1976, moment où un cadre à temps plein a été ajouté. Ayant effectué leur recrutement en Irlande du Nord à un moment de conflit intercommunal, certaines recrues (principalement des Protestants d'Ulster) étaient impliqués dans des tueries sectaires,,,. Le régiment devait, à l'origine, refléter plus fidèlement la démographie de l'Irlande du Nord, et a commencé en recrutant des Catholiques pour environ 18 % du total des troupes ; mais fin 1972, après l'introduction de l'internement, leur pourcentage est tombé à environ 3%. Il est douteux qu'aucune autre unité de l'Armée britannique n'ai jamais fait l'objet de critiques aussi soutenues que celles envers l'UDR.
En 1973, un document officiel britannique indique que jusqu'à 15 % des membres de l'UDR ont « des liens avec des paramilitaires et que l'appartenance simultanée aux deux organisations est fréquente ». Le document précise que des soldats de l'UDR livraient fréquemment des armes aux groupes paramilitaires unionistes.
Unique dans l'Armée britannique, le régiment était en service continu durant ses 22 ans de service. C'était également le premier régiment d'infanterie de l'Armée britannique qui a pleinement intégré les femmes dans sa structure.
En 1992, l'UDR a fusionné avec les Rangers Royaux d'Irlande pour former le Royal Irish Regiment.
En 2006, le régiment a été récompensé rétroactivement de la Conspicuous Gallantry Cross.

## Contexte
L'UDR a été créé en 1970, peu après le début du conflit Nord-Irlandais. Avant cela, les forces de sécurité principales étaient la Police royale de l'Ulster (RUC), et la Police spéciale d'Ulster (USC), dont les unités les plus notables étaient les "B Specials",. Bien qu'un tiers des postes aient été réservés pour des Catholiques, les Catholiques étaient réticents à rejoindre ceux qu'ils voyaient comme des milices unionistes qui manquaient d'impartialité, conduisant la presque intégralité des troupes à devenir Protestants.
Les émeutes intercommunales de grande échelle de 1969 ayant éparpillé les ressources policières dans toute l'Irlande du Nord, l'Armée Britannique a été déployée pour les assister. Le 28 août 1969, l'ensemble des forces de sécurité d'Irlande du Nord, y compris l'USC, a été placée sous le commandement direct de l'Officier Général Commandant d'Irlande du Nord, le Général Ian Freeland.
L'USC, qui n'avait aucun entraînement en contrôle d'émeute, a été mobilisée pour assister la RUC. Un grand nombre d'incidents s'ensuivirent, tels que les USC de Tynan tuant un manifestant pour les droits civils désarmé à Armagh le 14 août 1969,. Alors que le cabinet Nord-Irlandais restait solidaire avec l'USC, il leur a été rapporté que la dissolution de l'USC était la priorité du Gouvernement Britannique.
Le rapport Hunt, commandité par le Gouvernement d'Irlande du Nord et publié le 3 octobre 1969, a recommandé que la RUC "devrait être relevée de ses droits de nature militaire aussi vite que possible". En outre ; un "recrutement local de forces à temps partiel, sous le contrôle de l'O.G.C. d'Irlande du Nord, devrait être mis en place"... et qui "joints à la réserve des volontaires de la police, devra remplacer la Police Spécial d'Ulster". La nouvelle force devrait être "impartiale en tous points" et "retirer les responsabilités des opérations de style militaire à la police".
Le Gouvernement Britannique a accepté les conclusions du Hunt Report et a publié une proposition de loi et un livre blanc le 12 novembre 1969 pour commencer la création de l'UDR. Un débat parlementaire à Westminster a souligné des inquiétudes sur la possibilité pour les membres de l'USC de joindre la nouvelle force "Ulster Defence Regiment (1969)". Parliamentary Debates (Hansard). House of Commons. 12 November 1969. Retrieved 26 October 2008.
Un groupe de travail a été créé au quartier général d'Irlande du Nord (QGIN) présidé par le major général A.J. Dyball des Royal Ulster Rifles, alors directeur adjoint des opérations en Irlande du Nord. L'équipe incluait un officier d'état-major du ministère de la Défense (MoD), un membre du ministère de l'Intérieur (Stormont) et le Lieutenant Colonel S. Miskimmon, l'officier d'état-major de l'USC à la RUC. Après des discussions, il a été préconisé une force de 6.000 hommes (2.000 de plus que les recommandations du Hunt), une tenue de combat pour les fonctions, un uniforme de parade vert foncé, des titres d’épaule de comté, et une "main rouge de l’Ulster" en insigne de casquette. Le grade de "volontaire" a été suggéré pour les soldats privés. Il a été recommandé que chaque bataillon ait une force mobile de deux pelotons, chacun équipé avec un Land Rover équipé pour une radio et trois sets de radios portables.
Après la présentation au Ministère de la Défense, un Livre Blanc du Gouvernement a confirmé les aspects de la nouvelle force comme suit :

« aider les forces régulières d’Irlande du Nord à protéger la frontière et l’État contre les attaques armées et le sabotage. Il s’acquittera de cette tâche en exécutant des tâches de gardien aux points et aux installations clés, en effectuant des patrouilles et en établissant des points de contrôle et des barrages routiers au besoin. Dans la pratique, ces tâches sont plus susceptibles de s’avérer nécessaires dans les zones rurales. Ce n’est pas l’intention d’employer les nouvelles forces sur le contrôle de la foule ou des tâches d’émeute dans les villes. »

## Nom
Lorsque le projet de loi sur le régiment de défense d l'Ulster, la loi créant le régiment, a fait l’objet d’un débat au Parlement, une longue discussion au sujet du nom proposé a eu lieu. Un amendement à la loi a été proposé avec comme nom "Force Territoriale d'Irlande du Nord". Les partisans de cette modification voulaient s’assurer que le mot "Ulster" soit retiré du nom du régiment. Ils ont fait valoir que le nom "Ulster" évoquait une résistance émotive de nombreux catholiques d’Irlande du Nord et que le terme "Ulster" avait été associé aux organisations Orange et à d’autres organisations perçues comme excluant les catholiques, par exemple les volontaires protestants de l’Ulster, le Comité de défense de la Constitution de l’Ulster, la Force volontaire de l’Ulster et la Police Spéciale de l’Ulster. Ils soutenaient que l'"Ulster" avait de fortes connotations politiques et partisanes et découragerait la participation catholique au nouveau régiment. Un orateur a dit que le nom "Ulster" "effrayait les catholiques". Ils ont également fait valoir que, comme trois des neuf comtés de l’Ulster n’étaient pas en Irlande du Nord, le titre était inexact, d’autant plus que la loi interdirait aux personnes de l’extérieur de l’Irlande du Nord d’adhérer au régiment.
Pour le gouvernement, ceux qui défendent le nom proposé soutiennent que le terme "Ulster" devrait toujours être inclus en raison des précédents ; dans le passé, il avait été rattaché à certains régiments d’Irlande du Nord. Un autre opposant à l’amendement était en désaccord avec le fait que les catholiques seraient exclus à cause de la force. Il a indiqué que le Parti unioniste d'Ulster était un exemple d’organisation qui comprenait le mot Ulster et comptait de nombreux membres catholiques. Le sous-secrétaire d’État à l’armée britannique a déclaré que "le gouvernement considère que l’utilisation du mot 'Ulster' est, franchement, sans importance". Un autre orateur a déclaré qu’une majorité en Irlande du Nord préfère le mot "Ulster". L’amendement proposé a été rejeté et l’UDR a obtenu son nom.

## Formation et recrutement

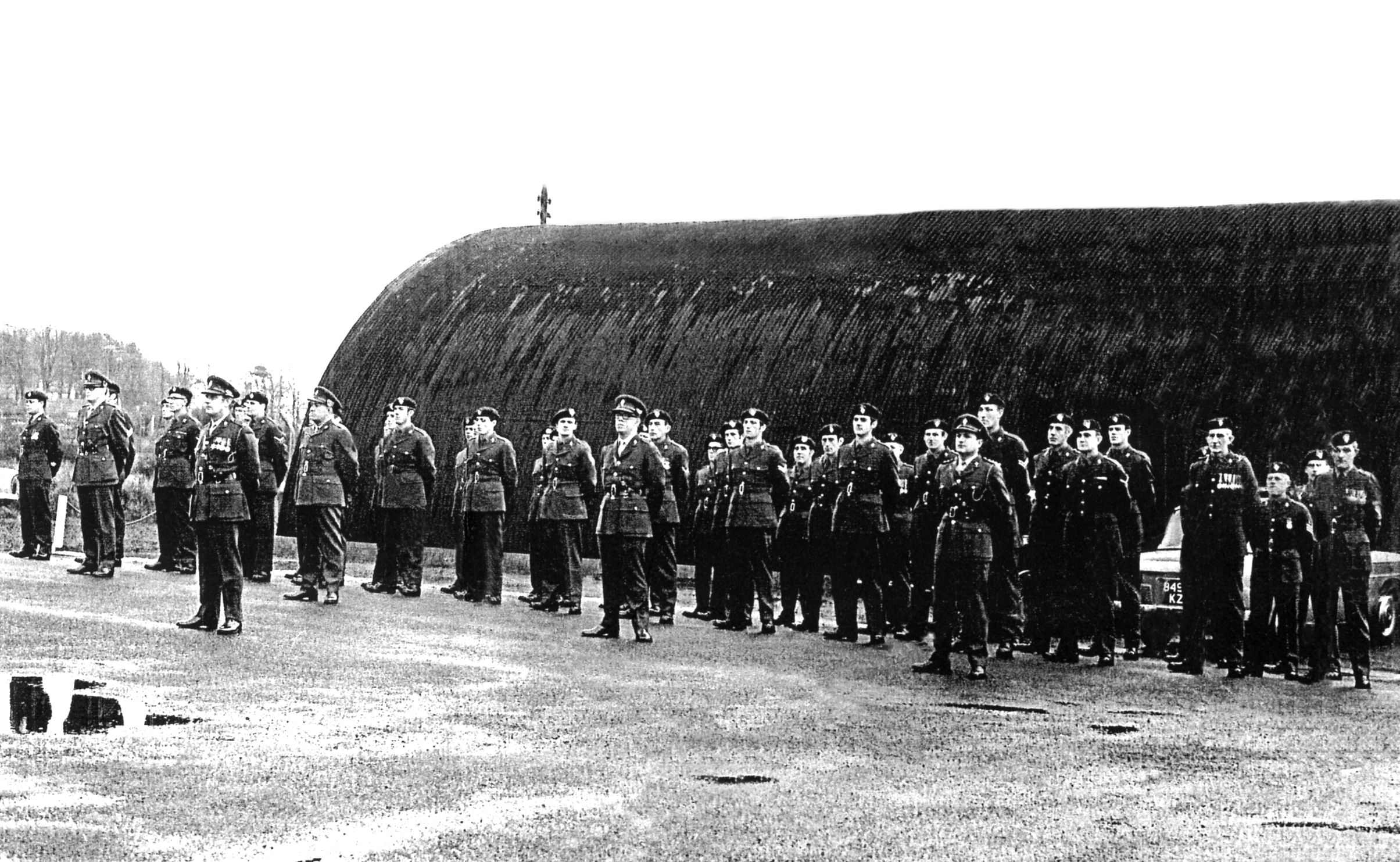
Compagnie C, 1 UDR en parade au camp Steeple, comté d’Antrim, Dimanche du souvenir 1970

La Loi de 1969 sur le régiment de défense de l'Ulster reçoit la Sanction Royale le 18 décembre 1969 et entre en vigueur le 1er janvier 1970,.
Le général Sir John Anderson GCB, KCB OSD (5th Royal Inniskilling Dragoon Guards) a été nommé premier Colonel Commandant. Il est devenu le "Père du Régiment". Le premier commandant régimentaire était un ancien combattant de la Deuxième Guerre mondiale d’une certaine distinction, le brigadier Logan Scott-Bowden OEB OSD MC & Bar.
Le quartier général régimentaire a été installé dans un petit bungalow derrière le magasin NAAFI aux Baraquements Thiepval, Lisburn.
Le recrutement a débuté le 1 janvier par une conférence de presse. Des annonces sont parues dans les journaux locaux informant le public d’Irlande du Nord que : « Il y a un nouveau régiment dans l’armée. Nous voulons que vous nous aidiez à le former. » Un coupon a été remis aux candidats pour qu’ils puissent remplir, sinon, les personnes intéressées pouvaient aller chercher un feuillet d’information et un formulaire de demande à la caserne de l’armée locale, au Centre des AT, au bureau de poste, au poste de police ou à la bibliothèque. Le brigadier Scott-Bowden a produit un message publicitaire d’une minute qui comprenait un appel personnel. Le recrutement était ouvert à tous les "citoyens de bonne réputation" âgés de 18 à 55 ans. Les formulaires de demande ont été envoyés à tous les membres de l’USC, qui devait bientôt être liquidée.
La sélection a été effectuée par une équipe de l’Armée régulière composée principalement d’officiers retraités de l’extérieur de l’Irlande du Nord, dont un vice-amiral et un certain nombre de généraux de division. Chaque demandeur devait fournir deux références et les répondants devaient être interrogés par un agent de contrôle. Les demandeurs étaient divisés en trois catégories : ceux qui étaient immédiatement jugés acceptables, ceux qui devaient être immédiatement rejetés et ceux dont la demande soulevait des doutes quant à leur admissibilité. Toutes les demandes étaient censées être soumises à la direction spéciale de la RUC et au Criminal Investigation Department, mais dans la pratique, cela ne s’est pas toujours produit en raison du nombre initial élevé de demandeurs.
Le 13 janvier 1970, sept "majors d’entraînement" de l’armée régulière se présentèrent au travail. Aucun n’avait servi en Irlande du Nord auparavant. Leur tâche était de lever chaque bataillon et de le préparer pour le 1 avril. Ceux-ci sont devenus des officiers de formation, de renseignement et de sécurité. Chacun était assisté d’un quartier-maître de l’armée régulière, d’un caporal greffier, d’un officier de bureau de la fonction publique qui agissait à titre de greffier en chef et d’un dactylographe.
Les locaux ont été acquis de diverses sources, comme des huttes en bois dans les centres d’entraînement de l’armée, des huttes de l’USC ou tout autre logement pouvant être trouvé dans les casernes de l’armée régulière ou les centres territoriaux de l’armée.
Sept bataillons ont été formés au départ : 1er (comté d’Antrim), 2e (comté d’Armagh), 3e (comté de Down), 4e (comté de Fermanagh), 5e (comté de Londonderry), 6e (comté de Tyrone) et 7e (ville de Belfast). Le 1er avril 1970, le régiment rejoint l’ordre de bataille de l’armée britannique et devient opérationnel,.

### Recrutement d'agents commissionnés
Pour chaque bataillon, il y avait une condition minimum de :
- 1 lieutenant colonel
- 6 majors
- 7 capitaines
- 25 lieutenants (incluant les 2nd lieutenants)

Pour recruter des officiers de compagnie et de peloton, Scott-Bowden et ses subordonnés furent obligés d’attribuer des instantanément le grade d'officier à des personnes jugées aptes. Les candidats idéaux ont été recherchés dans l’USC, les forces de réserve, le corps d’instruction des officiers de l’université et la Force des Cadets de l'Armée. On pouvait trouver dans divers bataillons des officiers de compagnie et de peloton qui avaient servi dans l’USC, l’armée régulière et territoriale, la Royal Navy, la Royal Air Force, les Royal Marines, l’armée indienne et même l’armée des États-Unis. En plus du problème de trouver des officiers, il fallait observer le ratio protestant/catholique, mais en mars 1971, 18 officiers catholiques avaient été recrutés et le nombre total d’officiers était juste suffisant pour que les bataillons puissent fonctionner selon leurs forces actuelles. Ce nombre passe alors à 23. Les sept bataillons sont dirigés par d’anciens commandants de l’USC.

### Recrutement/Nomination des officiés non commissionnés
Pour chaque bataillon, il y avait un minimum requis de :
- 1 Sergent-Major Régimentaire (Warrant Officer 1ère classe (WO1))
- 7 Warrant Officier 2nde classe (WO2)
- 25 Sergents
- 25 Caporaux
- 25 Lance Caporaux

La nomination des sous-officiers (NCOs) a également été effectuée de diverses façons. Dans la plupart des cas, des hommes qui avaient précédemment occupé un grade de sous-officier dans l’une des forces armées ou l’USC ont été sélectionnés. Dans au moins un cas (2 UDR), ils ont été choisis par les hommes eux-mêmes. Dans certains bataillons, des hommes ont été nommés caporaux (l/cpl) sur une base devoir par devoir pour évaluer leur valeur. Dans la compagnie Newry (C) du 3 UDR, plusieurs des recrues étaient auparavant des soldats de la compagnie territoriale locale des Royal Irish Fusiliers, y compris le commandant de la compagnie. C’était une question simple de nommer des hommes qui avaient été ses sous-officiers et il les a complétés avec d’anciens sergents de l’USC. Le remplissage des postes NCO séniors de cette manière avait un inconvénient car plusieurs hommes d'un âge relativement jeune qui avaient un nombre considérable d'années de service avant leur retraite ou leur promotion ont créé un "bloc de promotion".

### Recrutement de l'USC
| Bataillon                  | Inscriptions | Acceptés | USC   | Acceptés |
| -------------------------- | ------------ | -------- | ----- | -------- |
| Antrim (1 UDR)             | 575          | 221      | 220   | 93       |
| Armagh (2 UDR)             | 615          | 370      | 402   | 277      |
| Down (3 UDR)               | 460          | 229      | 195   | 116      |
| Fermanagh (4 UDR)          | 471          | 223      | 386   | 193      |
| County Londonderry (5 UDR) | 671          | 382      | 338   | 219      |
| Tyrone (6 UDR)             | 1,187        | 637      | 813   | 419      |
| Belfast (7 UDR)            | 797          | 378      | 70    | 36       |
| Total                      | 5,351        | 2,440    | 2,424 | 1,353    |

La réponse des B Specials était mitigée. Certains se sont sentis trahis et ont démissionné immédiatement, tandis que d’autres ont présenté une demande d’adhésion à l’UDR dès que les formulaires étaient disponibles. D’autres ont rejoint la nouvelle réserve de la RUC, en particulier à Belfast, où au cours du premier mois de recrutement, seulement 36 Specials ont demandé à rejoindre l’UDR contre une moyenne de 29 % – 2 424, dont un millier ont été rejetés, principalement pour des raisons d’âge et de condition physique. Environ 75 % des hommes du Tyrone B Specials ont postulé, dont 419 ont été acceptés et, par conséquent, le 6e bataillon a commencé sa vie en tant que seul bataillon plus ou moins à la hauteur de ses effectifs, et l’a conservé au cours de son histoire. Dans cinq des sept bataillons, les anciens Spéciaux constituaient plus de la moitié du personnel; dans le 4e bataillon, ils représentaient 87 %. La situation était différente à Belfast (10 %) et dans le reste d’Antrim (42 %), où les chiffres étaient plus équilibrés, avec une proportion plus élevée de recrues catholiques.
Certains anciens des B Specials se sentent tellement lésés par la perte de leur force qu'ils huent et raillent les patrouilles de l'UDR qui passent. La plus grande colère semble se manifester dans le comté de Down, où l'adjudant du district de l'USC mène une campagne active pour persuader ses hommes de ne pas postuler.

### Recrutement des catholiques
Le Belfast Telegraph a déclaré le 18 février 1970 que les deux premiers soldats signalés comme s'étant engagés étaient un catholique de 19 ans et un protestant de 47 ans. Au début du régiment, les recrues catholiques représentaient 18 % des effectifs. Nombre d'entre eux étaient d'anciens soldats réguliers, "désireux de reprendre l'uniforme". En 1987, les catholiques ne représentaient plus que 4 % des effectifs.

### Résumé du recrutement
En mars 1970, il y avait 4 791 demandes d'adhésion, dont 946 qui émanaient de catholiques et 2 424 de membres actuels ou anciens des B-Specials. 2.440 ont été acceptées, dont 1.423 par des membres actuels ou anciens des B-Specials.
Comme le pourcentage de recrues issues des deux communautés ne reflétait pas la démographie religieuse de l'Irlande du Nord, le régiment n'est jamais devenu le modèle voulu par Lord Hunt. Les catholiques ont continué à rejoindre le régiment, mais les chiffres n'ont jamais été représentatifs. Ils étaient les plus nombreux dans la 3 UDR, qui avait le pourcentage le plus élevé de catholiques tout au long du conflit Nord-Irlandais, à partir de 30 %, bien que ce soit un pourcentage beaucoup plus faible que celui de la zone du bataillon. Certaines sections étaient entièrement composées de catholiques, ce qui a suscité des protestations de la part de l'Association des B Specials, selon laquelle, au sein de la 3 UDR, "la préférence en matière de promotion et d'attribution des postes était accordée aux catholiques". Cela s'explique en partie par le fait que dans la ville de Newry, majoritairement catholique, la compagnie de l'armée territoriale des Royal Irish Fusiliers avait été dissoute en 1968 et que la grande majorité de ses soldats avaient rejoint l'UDR.
Le commandant de la compagnie C, (Newry), 3 UDR, était l'ancien commandant de l'unité TA et était heureux de voir que pratiquement tous ses soldats TA étaient en parade, dans le centre TA, dans exactement la même salle d'exercice qu'ils utilisaient auparavant, pour la première nuit du nouveau régiment. Il a noté qu'il y avait quelques anciens B Specials dans la salle et a observé qu'ils ne s'étaient pas associés aux autres au début - non pas pour des raisons de religion mais parce que les anciens soldats de l'AT se connaissaient tous socialement et s'asseyaient ensemble pendant les pauses de la cantine alors que les anciens Specials restaient dans leur groupe de camarades, mais en l'espace d'une semaine, les deux se sont mélangés.
Au 1er avril 1970, seuls 1 606 des 4 000 hommes souhaités avaient été enrôlés, et l'UDR a commencé ses missions bien en dessous des effectifs souhaités. Le régiment a cependant continué à croître. En 1973, ses effectifs ont atteint un pic de 9 100 hommes (tous à temps partiel) et, au moment de la fusion, ils s'étaient stabilisés à 2 797 soldats à cadre permanent et 2 620 à temps partiel.

## Structure

### Structure de commandement

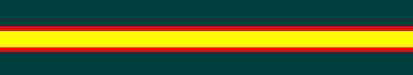
Couleurs de la ceinture de stabilité de l'UDR

Contrairement à l'USC, qui était contrôlée par le gouvernement Stormont à Belfast, l'UDR était sous le commandement direct de l'officier commandant général d'Irlande du Nord (OCGIN), le commandant de l'armée britannique en Irlande du Nord. Un conseil consultatif de l'UDR composé de six personnes (trois protestants et trois catholiques) a été formé et présidé par le colonel commandant. Son mandat était de "conseiller l'OCGIN sur la politique d'administration du régiment de défense de l'Ulster, en particulier sur le recrutement, et sur les questions spécifiques que le GOCNI pourrait soumettre au conseil".
Le régiment serait commandé par un brigadier de l'armée régulière. Les bataillons seront commandés par des "membres locaux de la force".
Les commandants étaient initialement d'anciens commandants de comté de l'USC, dissout. Tous étaient des hommes ayant une expérience militaire antérieure, comme Desmond Woods, né à Dublin, qui avait été, à un moment donné, le plus jeune lauréat de la Croix militaire (servant avec les Royal Ulster Rifles) et Michael Torrens-Spence DSO, DSC, AFC. Tous ont été nommés lieutenant-colonel avec un contrat d'un an. Cependant, certains de ces hommes avaient déjà dépassé l'âge de la retraite et après la fin de leur contrat d'un an, ils ont été remplacés par des lieutenant-colonel de l'armée régulière, le premier d'entre eux étant le lieutenant-colonel Dion Beard du 1st Royal Tank Regiment (1 RTR) qui a pris la tête du 3 UDR le 15 février 1971. La politique de nomination d'officiers réguliers n'était pas universellement populaire au sein du régiment, auprès du public ou de certains politiciens, mais l'armée britannique a persisté à remplacer les anciens commandants de l'USC et au moment de la fusion, environ 400 officiers de l'armée régulière avaient servi dans ces postes, dont certains qui ont atteint le grade d'officier général.
Un journal pour le régiment était publié, appelé "Defence". Les commandants pouvaient communiquer leurs points de vue par le biais de ce journal ainsi que par les Ordres de la Partie 2 (ordres de routine) qui, comme dans toutes les unités de l'armée britannique, étaient affichés sur les tableaux d'affichage de la compagnie et dont la lecture était obligatoire.

### Structure du bataillon

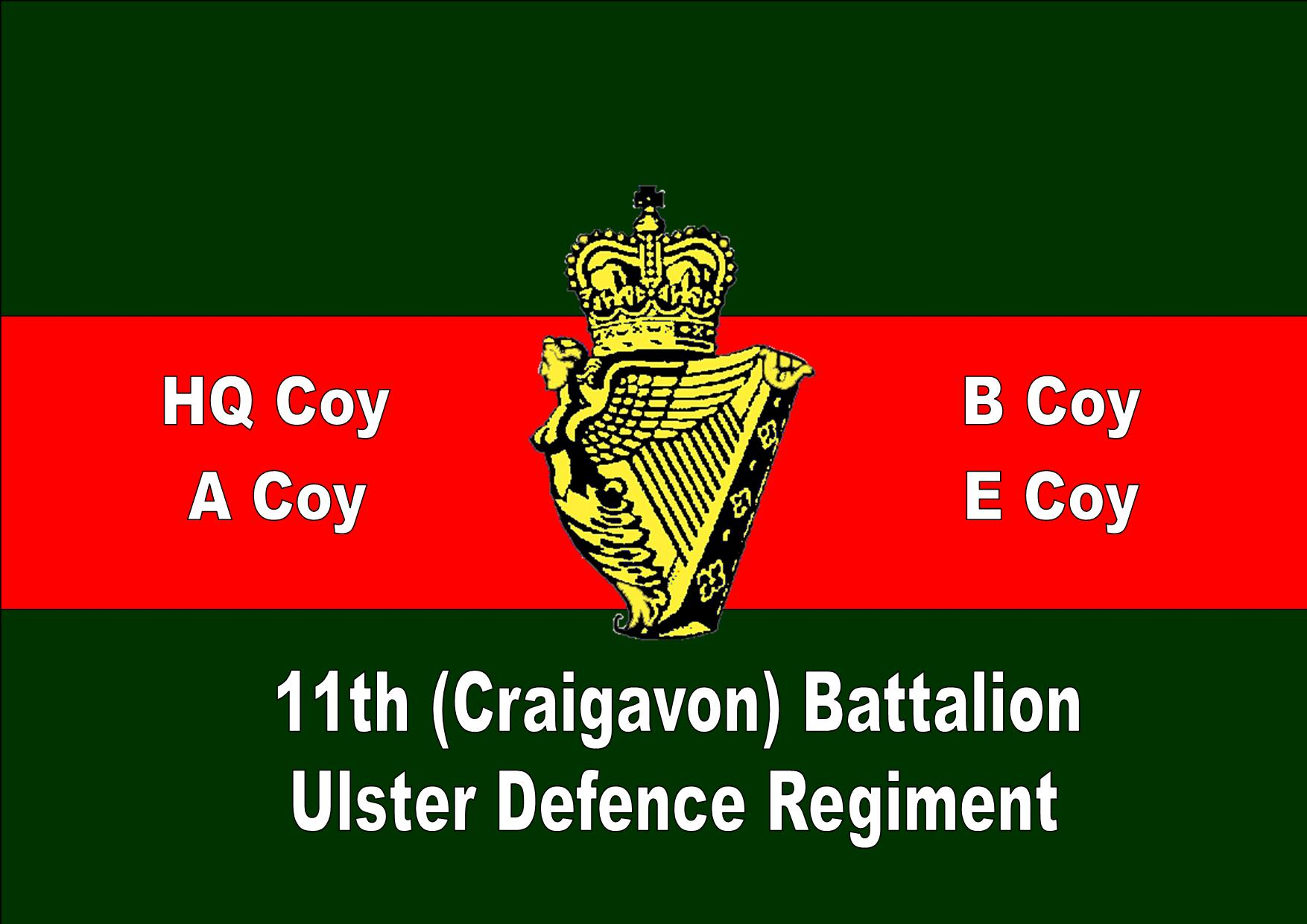
Panneau de la porte principale de l'UDR indiquant les compagnies présentes dans la caserne.

Les sept premiers bataillons levés font de l'UDR le plus grand régiment d'infanterie de l'armée britannique de l'époque. Deux ans plus tard, quatre autres bataillons ont été ajoutés, portant le total à onze - 8e (comté de Tyrone) ; 9e (Comté d'Antrim) ; 10e (Ville de Belfast) et 11e (Craigavon).
En 1972, le régiment a été décrit comme ceci :

« Organisée en 11 bataillons (59) compagnies : deux à Belfast et les autres couvrent les zones de comté ou de sous-comté. Sept des onze bataillons sont commandés par des commandants réguliers. En outre, les majors de formation, le quartier-maître, les sergents-majors régimentaires, les chefs de bureau et les sous-officiers de signalisation sont également des militaires de carrière. Il y a un certain nombre de postes "conrate" (UDR à plein temps) dans chaque unité, y compris des adjudants, des instructeurs permanents, des gardes de sécurité, etc. Beaucoup d'officiers et de conrates de haut rang sont d'anciens réguliers. Les autres sont à temps partiel. Leurs tâches principales sont la garde des points clés, les patrouilles, la surveillance et les contrôles de véhicules. Ils n'opèrent pas dans les zones "dures" de Belfast et ne sont pas autorisés à s'impliquer dans des confrontations avec la foule, où que ce soit. Les hommes sont armés de fusils à chargement automatique ou de mitrailleuses. L'effectif actuel du régiment est de 7910 hommes. »

Jusqu'en 1976, les cadres à plein temps étaient des "conrates" (appelés ainsi parce qu'ils avaient un "taux de rémunération consolidé"), dont les tâches consistaient à garder les bases et à effectuer des tâches administratives. Le rôle du régiment a été élargi par la création de pelotons à plein temps, appelés "pelotons d'opérations", chargés d'accomplir des tâches 24 heures sur 24. Le premier de ces pelotons a été créé au 2 UDR sous le commandement d'un sergent. A la fin des années 1970, le cadre permanent avait été porté à seize pelotons. Ceux-ci ont ensuite été portés à l'effectif de la compagnie, le rôle de concierge étant progressivement supprimé et les soldats de l'UDR à plein temps assumant leurs propres tâches de garde et d'administration.

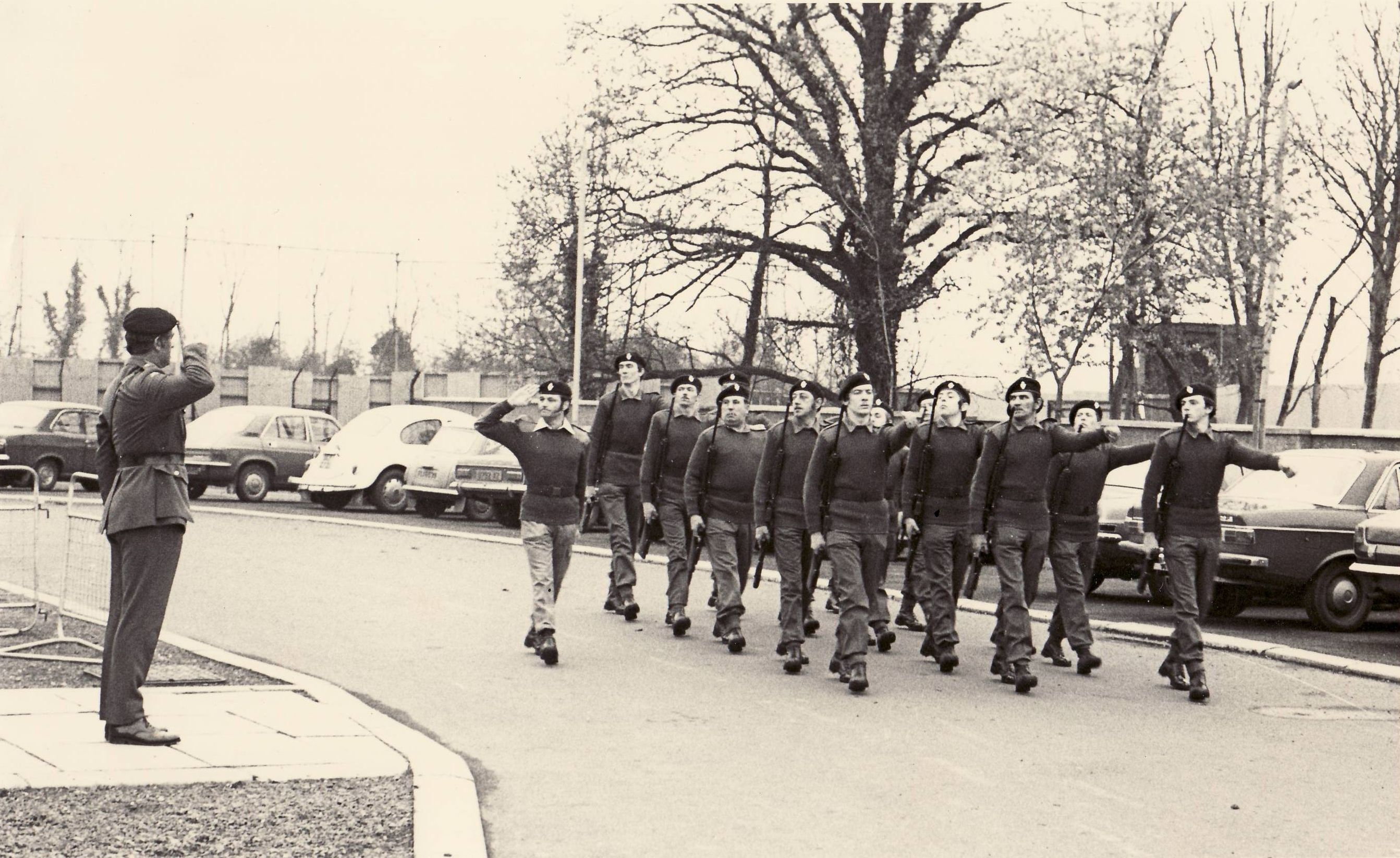
Défilé de l'UDR à la caserne de Mahon Road, Portadown.

Les éléments à temps plein ont fini par atteindre plus de la moitié du personnel total.
En 1990, les effectifs du régiment s'élevaient à 3 000 soldats à temps partiel et à 3 000 soldats à temps plein, avec 140 militaires de l'armée régulière rattachés à des postes clés de commandement et de formation. Le niveau de formation des cadres permanents les rendaient aptes à être utilisés de la même manière que les soldats réguliers et il n'était pas rare que les unités de l'armée régulière passent sous le commandement et le contrôle local d'un quartier général de bataillon de l'UDR.
La dispersion des soldats de l'UDR dans leurs zones de responsabilité se faisait par le biais de sous-casernes de la taille d'une section ou d'une compagnie. Le quartier général du bataillon est généralement situé dans la ville principale du comté, mais pas toujours car certains comtés ont deux bataillons. Gardées par des soldats de congrégation, ces casernes devenaient doublement actives après 18 heures lorsque les soldats à temps partiel arrivaient pour les tâches du soir. Après le début de l'Ulsterisation en 1976, de nombreux quartiers généraux de bataillon ont été dotés de compagnies de cadres permanentes de taille normale, qui assurent une présence 24 heures sur 24 dans la "zone de responsabilité tactique" (TAOR) du bataillon.
Un exemple de cette structure peut être observé dans la composition de la 2 UDR basée à Drumadd Barracks à Armagh :
| Companie | Mi/Plein-temps | Base                                            | Heures de service                      | Nombre de devoirs       |
| -------- | -------------- | ----------------------------------------------- | -------------------------------------- | ----------------------- |
| HQ Coy   | Mix            | Armagh, Commandement, Contrôle & Administration | Administration 9 h-17 h, Gardiens 24 h | 9 h-17 h = 15, 24 h = 5 |
| A Coy    | Plein-temps    | Armagh                                          | 24                                     | 35                      |
| B Coy    | Mi-temps       | Armagh/Newtownhamilton/Caledon                  | 19 h 00 - 02 h 00                      | 35                      |
| C Coy    | Mi-temps       | Glenanne                                        | 19 h 00 - 02 h 00                      | 35                      |
| D Coy    | Mi-temps       | Loughgall                                       | 19 h 00 - 02 h 00                      | 35                      |

Les sous-unités du quartier général maintenaient le contact avec leurs propres patrouilles et le QG par radio. Dans de nombreux cas, les radios étaient utilisées par des Greenfinches (femmes soldats), dont les maris ou les fils et/ou les filles faisaient partie d'une des patrouilles actives, ce qui donnait lieu à des moments de tension lorsque des unités mobiles ou des patrouilles à pied étaient attaquées et soumettaient un "rapport de contact" par radio.

## Uniforme, armement et équipement

### Uniforme

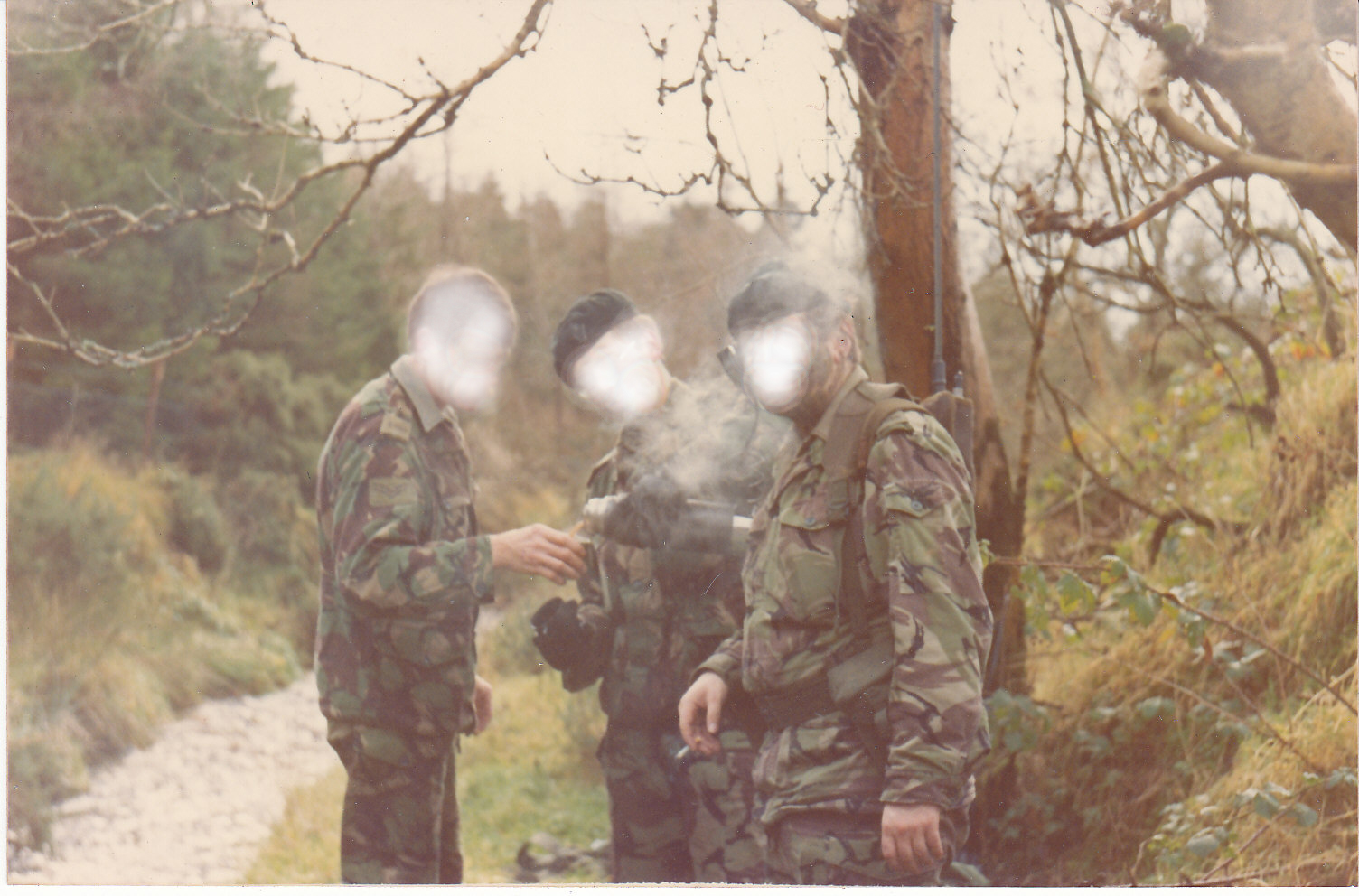
Des soldats du 11 UDR en pause patrouille dans la région d'Armagh du Sud. Le soldat de droite porte un dispositif de brouillage pour empêcher la détonation d'engins explosifs improvisés commandés par radio.

En raison de la pénurie d'équipements et d'uniformes, l'image initiale du régiment était celle d'une bande de chiffonniers utilisant des armes de la Seconde Guerre mondiale, de vieux uniformes de l'armée et des poches pleines de pièces de monnaie afin de faire des rapports à partir de cabines téléphoniques publiques. La plupart des soldats étaient des vétérans de campagnes antérieures avec l'armée britannique ou avaient fait partie de l'USC et étaient d'âge moyen, ce qui leur valut le surnom public de "Dad's Army" - le surnom donné à la Home Guard pendant la Seconde Guerre mondiale.

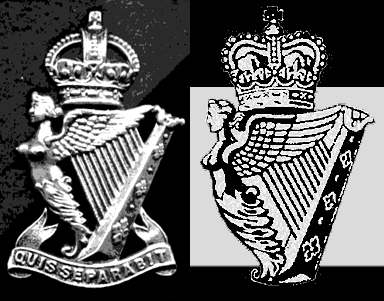
Cette illustration montre comment l'insigne de l'UDR (à droite) a été créé à partir de l'insigne des Ulster Rifles (à gauche).

Une fois le manque d'équipement résolu, les soldats masculins se sont habillés de la même manière que les unités de l'armée régulière. Ils portaient des vestes de camouflage et leur couvre-chef était un béret vert foncé distinctif avec une harpe dorée de style "Maid of Erin", surmontée de la couronne de Saint Edouard (dans les années suivantes, elle a été ternie par le noircissement, une pratique courante pour les unités de l'armée britannique lorsqu'elles portaient des insignes de casquette en mission opérationnelle). L'insigne était une copie directe de l'insigne de casquette des Royal Ulster Rifles, la devise latine ayant été retirée de sa base. Les femmes soldats "Greenfinch" portaient des vestes de combat et des jupes vertes avec le béret et l'insigne de casquette de l'UDR. Pour les cérémonies, les hommes portaient une version vert fusil de l'armée britannique (No.1 Temperate ceremonial). La "meilleure tenue" féminine était une veste et une jupe vert fusil. Le béret était conservé comme couvre-chef pour les hommes et les femmes en tenue de cérémonie. Lors de la formation des pelotons d'opérations, des glissières étroites de couleur ont été adoptées et portées sur les bretelles aux couleurs du bataillon. Elles indiquaient à l'œil exercé que ceux qui les portaient étaient des soldats à plein temps. Elles ont été supprimées lorsque les sections d'opérations se sont transformées en compagnies de fusiliers à plein temps et ont été remplacées par des épaulettes spécifiques aux bataillons. Les insignes de grade étaient les mêmes que ceux des sous-officiers et des officiers de l'infanterie et étaient portés de la même manière.

### Armement
Au départ, les armes distribuées étaient de l'époque de la Seconde Guerre mondiale, comme les fusils Lee-Enfield et les mitraillettes Sten. Au début de 1972, les fusils ont été remplacés par le fusil semi-automatique L1A1 (SLR). D'autres armes sont également devenues disponibles : les pistolets Browning 9 mm (Browning 9mm), les mitraillettes Sterling (SMG), les mitrailleuses légères L4A4 (Bren LMG) et les mitrailleuses polyvalentes L7A2 (GPMG). De petits stocks de fusils anti-émeute fédéraux (FRG) étaient conservés et utilisés pour tirer des balles en plastique afin d'enfoncer les portes et autres obstacles lors des opérations de recherche. Un certain nombre de fusils sans recul Carl Gustav (Charlie G) de 84 mm étaient stockés mais rarement déployés, car cette arme n'était pas adaptée à la plupart des opérations (voir les sections sur les bateaux ci-dessous). Les SLR ont été remplacés en 1988 par le SA80 et, à la même époque, les mitrailleuses ont été remplacées par l'arme d'appui légère. Des chausse-trapes métalliques étaient utilisés aux points de contrôle des véhicules pour crever les pneus des voitures qui tentaient d'échapper aux barrages routiers.
Pour leur protection personnelle en dehors du service, certains soldats ont reçu un Walther PP. Le Major Ken Maginnis a obtenu l'autorisation pour certains d'entre eux d'acheter des pistolets Browning 9mm à 200 £ chacun, jugés plus efficaces. À la fin des années 1980, le Walther PP a été remplacé par le Walther P5, considéré comme une arme plus pratique en raison de sa taille et de ses capacités balistiques. Tout soldat considéré comme présentant un risque particulièrement élevé était autorisé à garder son fusil à la maison. Cette politique, connue sous le nom de "armes en circulation", a été réduite de 75 % lorsque les SLR ont remplacé les Lee-Enfield en 1972, en raison du nombre élevé de fusils volés par les paramilitaires.
La politique de sortie d'armes a finalement été abandonnée lors de l'introduction du fusil SA80 ; à cette époque, seul un petit nombre d'entre eux était détenu à domicile par les soldats du 6 UDR.

#### Armes utilisées par le régiment de défense de l'Ulster
Armes à feu

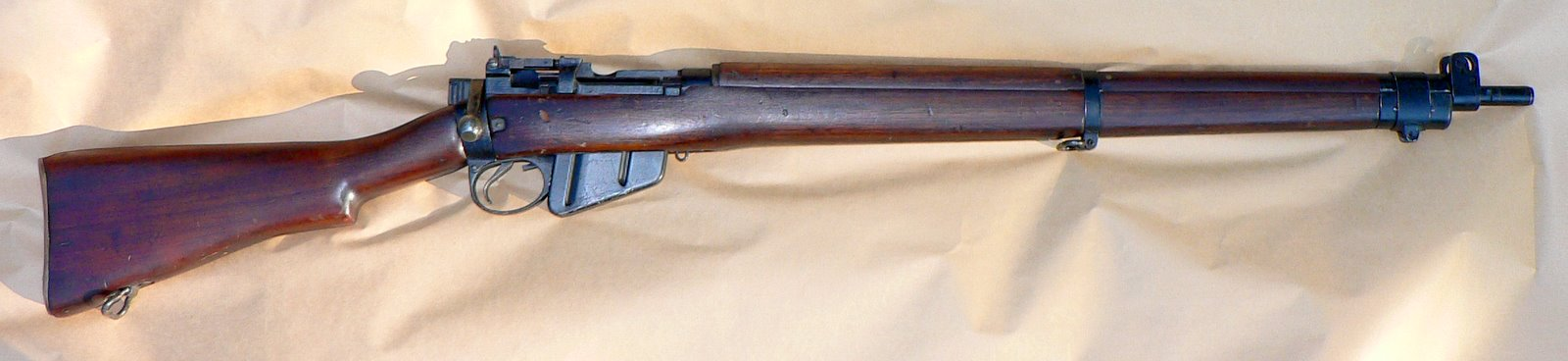
Fusil No4 Mk I
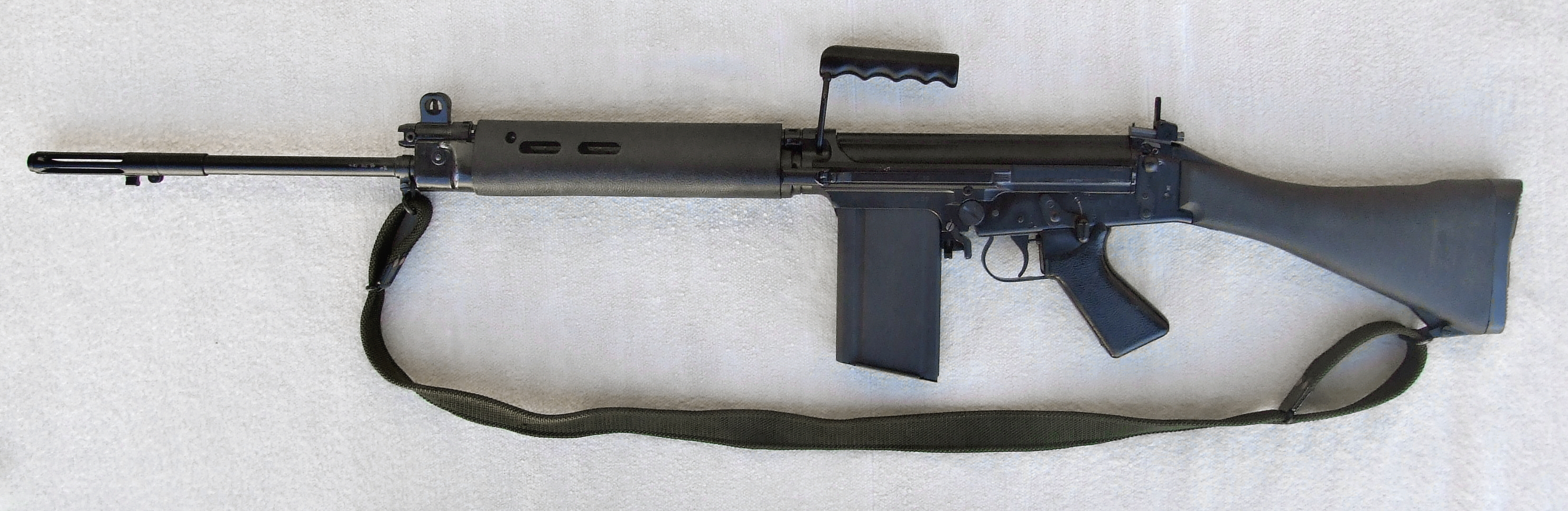
Fusil L1A1 SLR
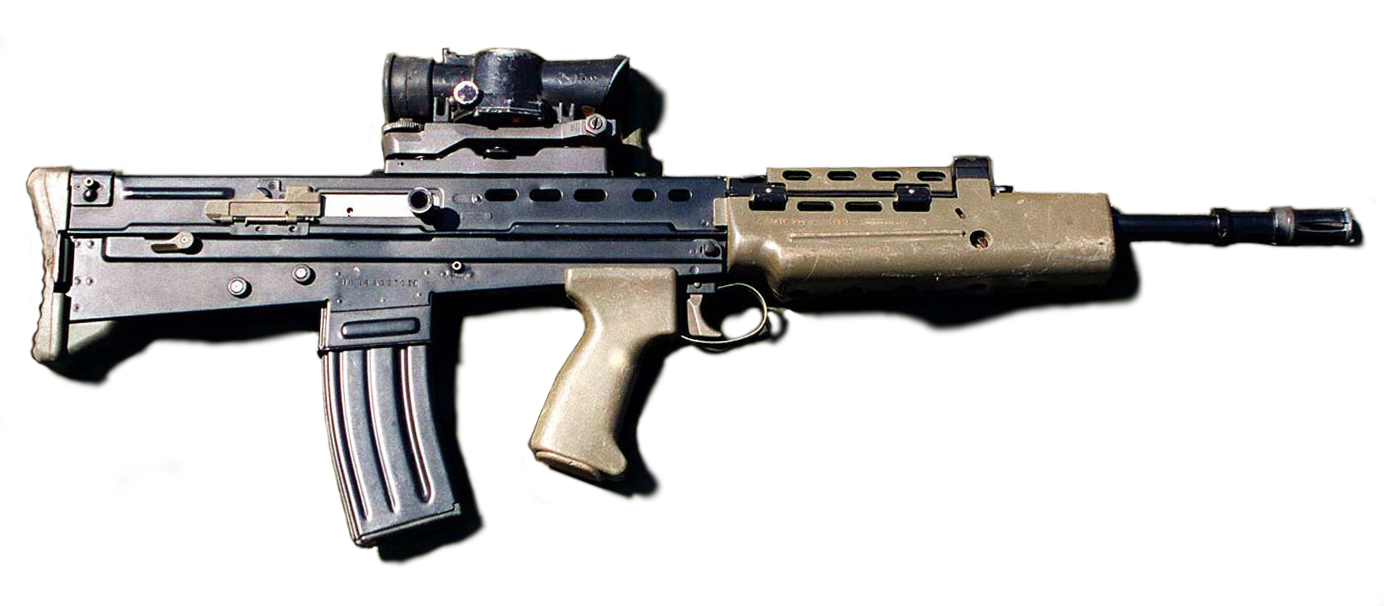
Fusil SA-80 L85A1
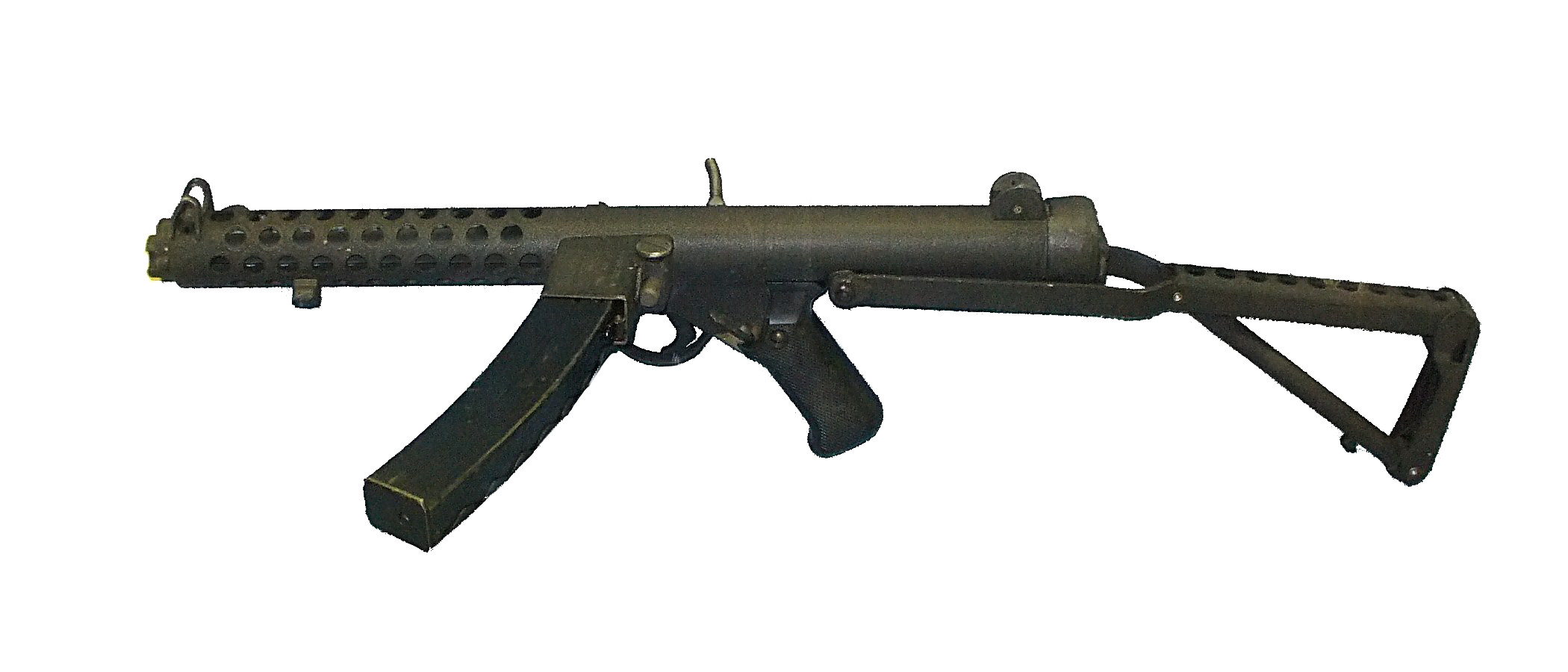
Sterling SMG
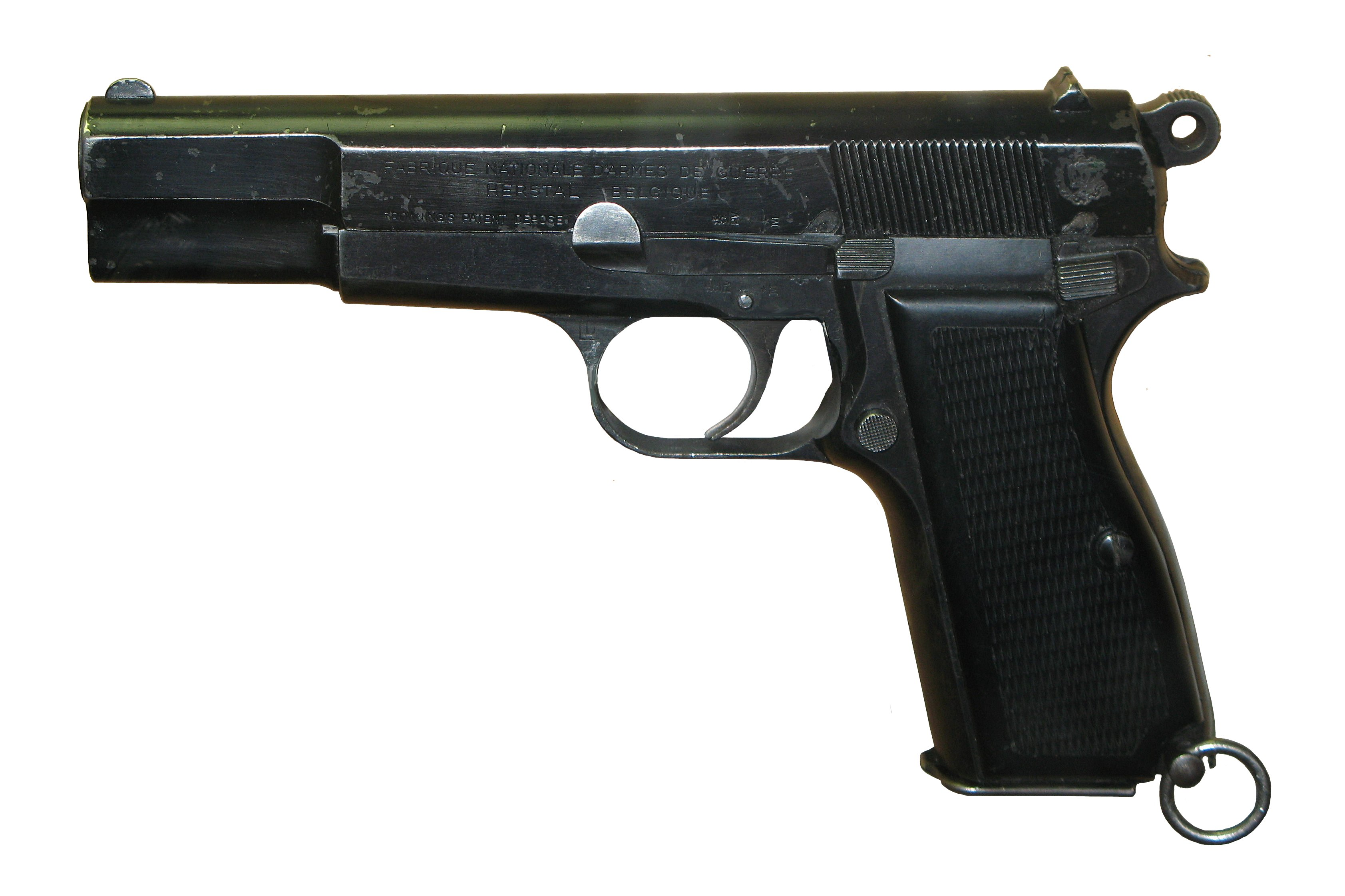
Browning 9 mm

### Équipement

#### Transport

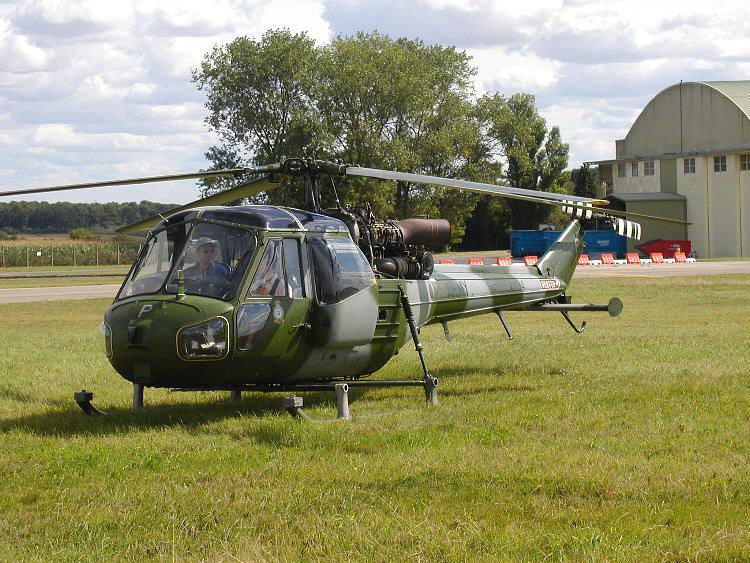
Hélicoptère AAC Scout utilisé pour soutenir l'UDR

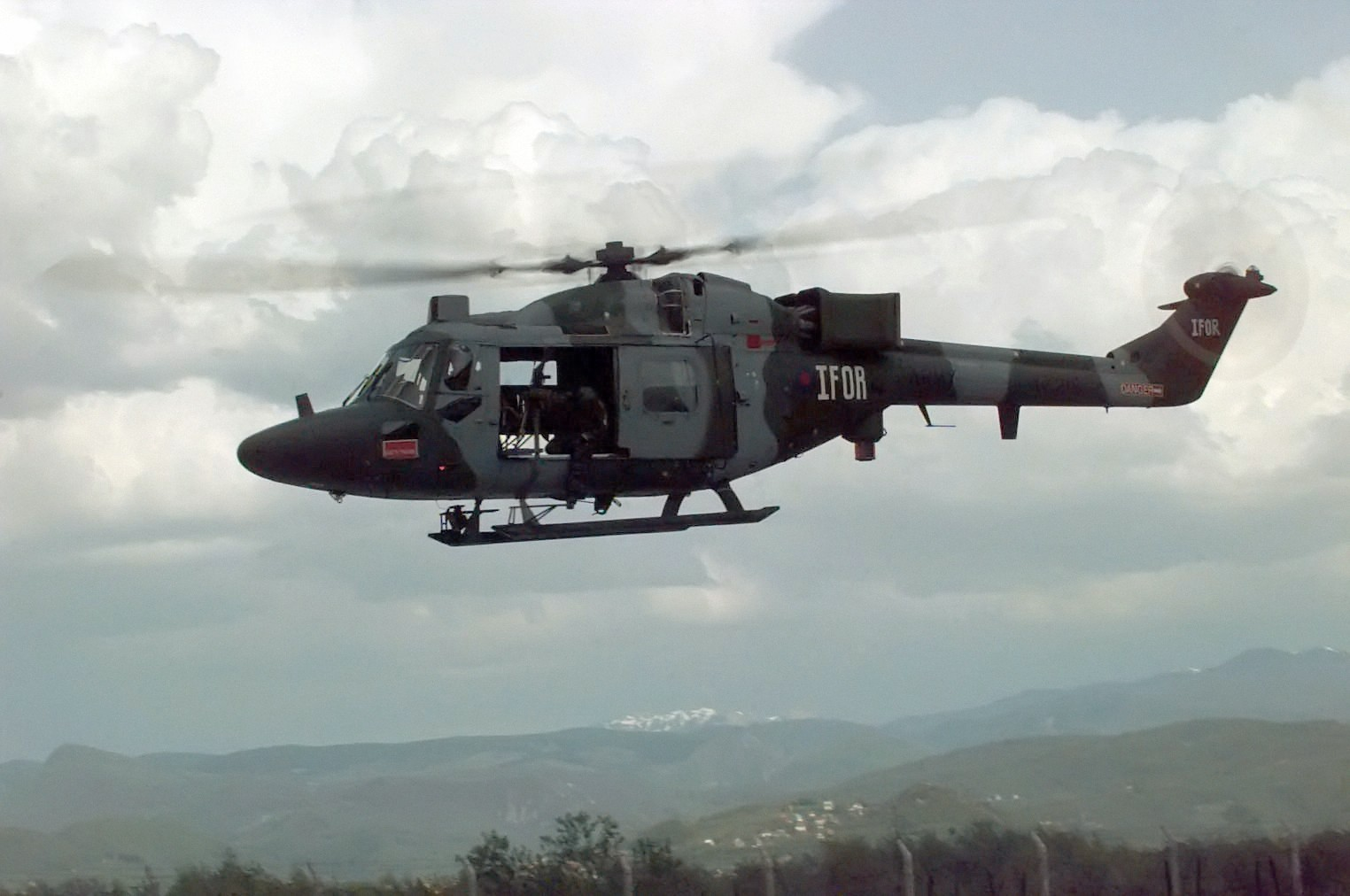
Hélicoptère AAC Lynx utilisé pour le soutien de l'UDR

Le véhicule de patrouille standard était le Land Rover de 3/4 de tonne largement utilisé dans les forces armées britanniques. Après le retrait du service de police, un certain nombre de voitures blindées Shorland ont été attribuées au régiment. Rarement utilisées après le service initial car l'arme de la tourelle était une mitrailleuse polyvalente et jugée inadaptée à un usage urbain en raison de sa cadence de tir rapide. Le Shorland n'était généralement pas populaire en raison de son instabilité sur la route, due à la lourdeur de la tourelle. Cependant, certains bataillons ont continué à les utiliser dans les années 1980 dans les zones à haut risque en raison de la protection accrue qu'offrait le blindage à plaques par rapport au blindage en polycarbonate Makrolon monté sur les Land Rover. Les Shorlands, très résistants, ont sauvé la vie d'un certain nombre de personnes en patrouille.
Les unités étaient parfois déployées par des hélicoptères de la Royal Air Force et de l'Army Air Corps pour une insertion rapide ou pour des missions dans les zones les plus menacées où il n'était pas judicieux d'utiliser le "transport vert" (à roues).

#### Patrouilles maritimes
Plusieurs bataillons ont été équipés d'embarcations rigides Dell Quay Dory pour patrouiller sur les voies navigables partagées avec la république d'Irlande, afin d'empêcher les tirs d'armes à feu dans les canaux étroits tels que Carlingford Lough. Assistés par le radar terrestre Decca Marine monté sur une Land Rover, déployé à Killowen Point. Ces bateaux étaient armés de mitrailleuses légères Bren et portaient une arme antichar Carl Gustav de 84 mm en plus des fusils et des mitrailleuses normalement portés par les soldats. Les doryphores basés à terre se sont avérés inadéquats et un document a été soumis par la 3 UDR en 1972,[réf. nécessaire] recommandant qu'un navire de la marine soit stationné au centre de Carlingford Lough pour aider à la suppression des tirs de canon. Cette suggestion a été adoptée et, jusqu'à la fin de la situation sécuritaire, un petit navire de guerre a été stationné au large de la côte de Warrenpoint/Rostrevor. Cette intervention a été appelée opération Grenade. Le trafic d'armes à travers ces estuaires côtiers cessa rapidement. Le 3 UDR a continué à utiliser les dories et le radar sur des tronçons de la côte. Le radar a été retiré de l'utilisation et envoyé plus tard dans l'Atlantique sud pendant la guerre des Malouines à bord du SS Atlantic Conveyor et perdu lorsque le navire a été coulé après avoir été touché par deux missiles Exocet argentins. Le 4e bataillon a également effectué des patrouilles sur les voies navigables du Lough Erne supérieur et inférieur.

#### Communications
Au début, il n'y avait pas assez de radios pour chaque patrouille et celles disponibles étaient du type PYE "Bantam" utilisé par la police, qui n'avait pas une portée suffisante. En conséquence, les patrouilles de l'UDR recevaient des poches de petite monnaie à utiliser dans les cabines téléphoniques afin de pouvoir rendre compte efficacement à la base. Lorsque des radios étaient distribuées, elles étaient du type de celles utilisées par l'armée régulière, comme les sacs à dos Larkspur A41 et les postes montés sur véhicule B47 et C42. Au fil du temps, elles ont été remplacées par des Stornophones, des postes montés sur véhicule avec des fréquences présélectionnées qui fonctionnaient sur le système de rediffusion NINET, fonctionnant grâce à des mâts placés stratégiquement sur divers points élevés en Irlande du Nord, comme Slieve Croob. Les talkie-walkies ont continué à être utilisés pour les patrouilles à pied, mais la portée de ces appareils s'est progressivement améliorée. Chaque bataillon était en mesure de communiquer avec les autres bataillons à l'aide de C42 et de B47 installés dans la salle d'opérations du bataillon ou de la compagnie (Ops Room) ou dans le centre de communication (Comcen), ainsi qu'à l'aide du système de codage cryptique BID 150 et du système téléphonique brouilleur.

#### Les chiens
À l'origine, les chiens de recherche étaient fournis par l'armée régulière, mais une section cynophile de l'UDR a finalement été créée pour apporter une aide plus immédiate aux opérations de recherche. L'un des maîtres-chiens, le caporal Brian David Brown du 3 UDR, accompagné de son Labrador Oliver, a été tué à Kilkeel par une bombe de l'IRA en 1986. Le Caporal Brown a reçu la Queen's Gallantry Medal à titre posthume.

#### La Carte Jaune
Tous les membres des forces armées britanniques, y compris l'UDR, portaient un certain nombre de petites cartes d'information pour les aider dans l'exécution de leurs tâches en Irlande du Nord. Elles étaient généralement désignées par leur couleur. La plus importante d'entre elles était la Carte Jaune qui contenait les règles d'ouverture du feu.
Le contenu de cette carte d'information était considéré comme d'une importance vitale et tous les soldats devaient la connaître parfaitement, car elle contenait des instructions spécifiques à suivre pour ouvrir le feu sur un ennemi présumé. Exigeant "une compréhension totale et un rappel instantané des dispositions....". Des avertissements devaient être donnés pour permettre aux suspects de se rendre. Les soldats ne pouvaient tirer sans avertissement que "s'il n'y a pas d'autre moyen de se protéger ou de protéger ceux qu'il est de leur devoir de protéger du danger d'être tués ou gravement blessés." La carte a été modifiée en 1980 pour porter la mention "Les armes à feu ne doivent être utilisées qu'en dernier recours". L'utilisation de la carte a fait l'objet d'un débat au Parlement.

## Personnel

### Entraînement
En 1970, 25 % des nouvelles recrues n'avaient aucune expérience militaire ou de la police spéciale. La formation était assurée par une équipe de soldats réguliers attachée à chaque unité et dirigée par un major de formation, assisté d'anciens instructeurs des forces armées qui étaient eux-mêmes des recrues.
L'engagement annuel de formation pour chaque soldat à temps partiel était de douze jours et douze périodes de formation de deux heures. Une partie de cette formation comprenait la participation à un camp d'entraînement annuel. En guise d'incitation, tout soldat ayant accompli sa formation recevait une prime annuelle de 25 à 35 £, augmentée par la suite à 150 £ pour la première année, 250 £ pour la deuxième et 350 £ pour la troisième année et les suivantes. En termes modernes, cette prime équivaudrait à 1 674 £ par an. Une prime était également versée pour les jours de formation, mais elle était inférieure au taux du service opérationnel.
Comme pour toutes les recrues de l'armée britannique, la formation commençait par une introduction aux techniques de combat de base et au livre du même nom, qui, dans la mesure du possible, était remis à chaque soldat. Des instructions étaient également données sur le dépliant de l'armée sur l'adresse au tir, Shoot to Kill.
Les soldats à temps partiel (et plus tard, les cadres permanents) devaient participer à un camp annuel d'une durée de sept jours.  Les camps étaient situés à :
| Angleterre                   | Écosse              | Irlande du Nord                |
| ---------------------------- | ------------------- | ------------------------------ |
| Warcop, Cumbria              | Barry Buddon, Angus | Ballykinler, County Down       |
| Lydd and Hythe, Cinque Ports |                     | Magilligan, County Londonderry |
| Wathgill, North Yorkshire    |                     |                                |
| Otterburn, Northumberland    |                     |                                |
| Thetford, Norfolk            |                     |                                |

Ces camps n'offraient pas seulement un entraînement intensif, mais aussi des sorties et des activités sociales où les soldats pouvaient se détendre et baisser la garde, loin des zones de conflit où ils patrouillaient habituellement.
À partir de 1975, des équipes de recherche spécialement formées ont été créées pour ratisser la campagne et les bâtiments abandonnés à la recherche de cachettes illégales d'armes et d'explosifs. Certaines de ces décharges étaient piégées et il fallait être particulièrement vigilant et attentif.
La formation s'est poursuivie au QG de chaque bataillon jusqu'au 2 juillet 1979, date à laquelle le centre de formation de l'UDR a ouvert ses portes dans l'ancien camp d'entraînement du week-end à Ballykinlar, Co Down. Les premiers cours pour les recrues, en tant que centre pour les troupes de cadres permanents, duraient quatre semaines et les sujets comprenaient l'entraînement physique, la marche à pas cadencés, le parcours d'assaut, le tir à distance, les procédures de patrouille à pied et mobile (y compris les arrêts de véhicules), la lecture de cartes, les signaux, les premiers secours et une base sur les responsabilités légales. Le premier cours de recrues est passé le 28 juillet 1979 et le salut a été effectué par le brigadier David Miller, commandant de l'UDR. Les cours n'étaient pas réservés aux cadres permanents et comprenaient une formation pour : les commandants de peloton, les sergents de peloton, les sous-officiers potentiels, l'adresse aux armes, la surveillance, le renseignement, la photographie et la mise à jour des recherches.
En 1990, le centre de formation de l'UDR est devenu responsable de toute la formation militaire en Irlande du Nord.  Sous le commandement d'un lieutenant-colonel de l'armée régulière détaché à l'UDR.  Le centre a ensuite organisé des cours pour les renforts individuels de l'armée régulière et des régiments de la RAF sur la formation des équipes de recherche, les médecins de combat, les compétences en matière d'armes et la formation des sous-officiers, ainsi que la gestion des vastes champs de tir de Ballykinlar.

### Famille
Dans certains cas, plusieurs membres d'une même famille rejoignaient la même unité. Les maris, les épouses, les fils et les filles, et même les grands-parents servaient ensemble. Dès qu'un membre d'une famille s'engage dans le régiment de défense de l'Ulster, toute la maisonnée, y compris les enfants, doit être éduquée à la sécurité personnelle. Les heures de travail sont longues et les soldats doivent renoncer à une vie de famille normale. En service également, il y a des problèmes. Les membres de la famille devaient être répartis dans différentes patrouilles et véhicules afin que, si une unité était attaquée, toute la famille ne courre pas le risque d'être tuée ou blessée en même temps. En 1975, quatre-vingt-quatre couples mariés et cinquante-trois groupes familiaux de trois personnes ou plus étaient en service.
Les soldats de l'UDR vivaient dans leurs propres maisons civiles (à l'exception du personnel de l'armée régulière attaché qui recevait des "quartiers").
Beaucoup vivaient dans des enclaves protestantes ou catholiques, ce qui les mettait à portée de main des groupes paramilitaires ou communautaires locaux. Les années 1972-73 ont été marquées par des menaces paramilitaires provenant de sources loyalistes et républicaines. Sur les 288 incidents d'intimidation signalés, tous sauf douze émanaient de protestants qui avaient été menacés au sein de leur propre communauté. Parfois, il s'agissait d'obtenir des informations ou de persuader les soldats de rejoindre (ou de rester dans) des organisations loyalistes. Les actes d'intimidation comprenaient des lettres et des appels téléphoniques menaçants, des enlèvements, des coups de feu tirés depuis des voitures de passage et des agressions contre des soldats qui n'étaient pas en service.
Au début, certains vivaient même dans ce que l'on appellera plus tard les "zones de ligne dure", comme le soldat Sean Russell du 7e UDR qui vivait dans le quartier de New Barnsley à Belfast.  De nombreux soldats de l'UDR sont ainsi devenus des cibles pour divers groupes paramilitaires lorsqu'ils n'étaient pas en service et Sean Russell a été pris pour cible et tué chez lui, devant sa famille.

## Démission des soldats Catholiques
En 1970-71, les catholiques représentaient environ 36% de la population et environ 18% de l'UDR. Fin 1972, le nombre de catholiques dans l'UDR était tombé à 3% et n'a plus jamais dépassé ce chiffre. Il y a plusieurs raisons à cela. Au cours des premières années du conflit, les relations se sont dégradées entre la communauté catholique et l'armée. Cela était principalement dû à des incidents tels que le couvre-feu de Falls, l'internement, le Bloody Sunday et l'opération Motorman. De nombreux soldats catholiques ont quitté le régiment en raison de la pression et de l'intimidation exercées par leur propre communauté, ainsi que de la politique de l'IRA qui visait à assassiner les soldats catholiques,,. D'autres catholiques ont démissionné pour protester contre ce qu'ils considéraient comme un traitement dur et partial de leur communauté par l'armée, en particulier après l'opération Demetrius (l'introduction de l'internement). Le Belfast Telegraph rapporte que 25 % des catholiques du régiment démissionnent en 1971, dont la moitié dans les mois qui suivent l'opération Demetrius. À la fin de 1972, la grande majorité d'entre eux avaient démissionné ou avaient tout simplement cessé de se présenter au travail.
Les officiers supérieurs ont tenté d'arrêter l'exode des catholiques, en autorisant les commandants de bataillon à apparaître à la télévision (ce qui n'était généralement pas autorisé pour le grade de lieutenant-colonel à l'époque). Des appels ont été lancés aux chefs religieux et politiques et des mesures de sécurité personnelle supplémentaires ont été introduites. Le successeur du brigadier Scott-Bowden en 1972 est le brigadier Denis Ormerod, un catholique dont la famille maternelle est originaire de la république d'Irlande. Son commandant en second (commandant adjoint de l'UDR), le colonel Kevin Hill, était également catholique, tout comme son successeur, le colonel Paddy Ryan. Ormerod a admis dans ses mémoires que sa religion et sa nomination en tant qu'officier supérieur catholique de l'armée en Irlande du Nord l'ont considérablement aidé dans ses rapports avec les chefs religieux de sa propre confession, mais que ces nominations ont créé un malaise chez les protestants, ce qui l'a amené à rencontrer des politiciens unionistes inquiets, notamment Ian Paisley.

## Rôle opérationnel
Bien que faisant partie intégrante de l'armée britannique, les fonctions de l'UDR ne nécessitaient pas qu'elle soit appelée à servir en dehors de l'Irlande du Nord. Ce type d'engagement a été appelé par la suite "Home Service" et était similaire au modèle adopté par l'éphémère Home Service Force levée au Royaume-Uni en 1982.
La fonction première du régiment était d'aider la Police Royale d'Ulster en "gardant les points et installations clés, en effectuant des patrouilles et en établissant des points de contrôle et des barrages routiers contre les attaques de type guérilla armée".
Les patrouilles et les postes de contrôle des véhicules sur les routes publiques étaient destinés à entraver les activités des groupes paramilitaires et à rassurer le grand public respectueux des lois.
Le premier déploiement opérationnel du régiment a été effectué par les 2e et 6e bataillons, qui ont déployé 400 soldats dans une opération de la 8e brigade d'infanterie le long de la frontière avec la république d'Irlande, à Armagh, Tyrone et Fermanagh, afin d'intercepter le mouvement de munitions vers le Nord.
Comme la force était initialement à temps partiel, la présence de ses soldats se faisait surtout sentir le soir et le week-end. Elle était censée répondre à des appels généraux et a été mobilisée de manière permanente à plusieurs reprises, notamment lors de l'opération Motorman, pour prêter assistance à la police et à l'armée.
Au fur et à mesure que le régiment acquiert des soldats à plein temps, il assume des tâches auparavant confiées à la police ou à l'armée pour soutenir l'opération Banner. En 1980, le nombre de soldats à plein temps était égal à celui des soldats à temps partiel et le rôle du régiment s'était élargi pour inclure la responsabilité tactique de 85 % de l'Irlande du Nord, en soutien à la Royal Ulster Constabulary.

### 1974 - Grève du Conseil des travailleurs de l'Ulster
La première grève ddu Conseil des travailleurs de l'Ulster a lieu du 15 au 28 mai 1974. C'est sans doute le plus grand test d'intégrité et de loyauté que l'UDR ait eu à subir, avec la RUC. Le régiment n'est pas appelé mais le 3 (Co Down) UDR, alors en camp annuel à Magilligan, est déployé le dimanche 19 mai par route et par air dans les zones du sud de Tyrone et du sud de Fermanagh habituellement patrouillées par le 4 (Co Fermanagh) UDR et le 6 (Co Tyrone) UDR. Deux jours auparavant, le 17 mai, des paramilitaires loyalistes avaient perpétré une série d'attentats à la bombe à Dublin et à Monaghan. Les autorités pensaient que l'IRA provisoire allait riposter et avaient donc fourni le 3e bataillon en renfort aux bataillons locaux.
Bien qu'il n'y ait pas d'appel, les soldats de l'UDR affluent vers leurs bases pour prendre leur service. Ils sont frustrés de ne pouvoir mener aucune action directe contre les grévistes, mais les seuls ordres qu'ils reçoivent sont de "rester en arrière et d'observer". Une patrouille du 7ème UDR parvient à empêcher les loyalistes de jeter des pierres et des bouteilles sur les troupes régulières dans le domaine de Ballybeen à Dundonald. Des barricades empêchant des soldats de la compagnie de Newtownabbey du 10 UDR, qui vivaient à Monkstown, de se rendre à leur base ont été levées lorsque le commandant et le sergent de la section sont descendus et ont averti les personnes qui tenaient les barricades qu'elles le "regretteraient à l'avenir" si elles continuaient à empêcher l'UDR de sortir en patrouille.
Certains soldats ont pris leur tour pour tenir les barricades aux côtés de l'UDA. Il s'agissait d'hommes qui vivaient dans des lotissements dominés par l'UDA et qui avaient été menacés. Les soldats de ces zones qui n'ont pas pris leur tour de garde n'ont pas été autorisés à sortir des cités pour se présenter au travail et ont vu leurs voitures et leurs maisons endommagées et, dans certains cas, leurs épouses et eux-mêmes se sont vus refuser le service dans les magasins locaux après la grève.
Il y a eu deux cas rapportés de loyalistes essayant de subvertir la loyauté des unités de l'UDR. L'un était contre une compagnie entière du 3 UDR et l'autre contre un peloton du 8e bataillon. Les deux ont échoué.
Des unités du 7e UDR prennent position autour des points clés des chantiers navals, d'une raffinerie de pétrole à Sydenham et d'une sous-station électrique dans les collines de Castlereagh. Quarante chauffeurs sont recrutés dans les bataillons 1, 9 et 10 de l'UDR pour aider le Corps Royal de Transport. Finalement, le 10 UDR et les unités régulières démantèlent par la force les barricades de Monkstown.
Avant la grève, certains commandants de l'armée et le brigadier de l'UDR avaient exprimé des doutes quant à la loyauté de l'UDR et au soutien qu'il apporterait en cas d'action des loyalistes. L'intégrité du régiment n'a plus jamais été remise en question. Le brigadier Baxter a parlé de cette époque : "Pendant la grève, l'UDR a atteint sa majorité".

### L'Ulsterisation
L'Ulsterisation était la politique du Gouvernement Britannique visant à réduire les effectifs de l'armée régulière en Irlande du Nord et à amener les forces locales en première ligne. Cette politique était le résultat de l'opinion internationale concernant l'utilisation de soldats britanniques dans ce que beaucoup considéraient comme une "occupation coloniale". Le terme "Ulsterisation" a été inventé par les médias. Le chef adjoint de la RUC de l'époque, Jack Hermon, l'a résumé en disant : "Les Ulstermen doivent apprendre à vivre ensemble et à être policés par des Ulstermen. S'ils doivent tuer, qu'ils s'entretuent, pas qu'ils tuent des soldats anglais".
Un rapport commandé en 1976 a recommandé :
- Une augmentation de l'effectif de la RUC et de la réserve de la RUC
- Création d'"unités mobiles de soutien" de la RUC
- Une augmentation des effectifs de l'UDR afin qu'elle puisse prendre la relève de l'armée régulière.
- Une présence militaire de l'UDR 24 heures sur 24

Le programme est entravé par le manque d'officiers de carrière au sein de l'UDR qui pourraient assumer le rôle d'officiers d'opérations. Il a également imposé de lourdes contraintes aux sous-officiers supérieurs chargés de la surveillance des salles d'opérations ou des centres de communication (comcens).
Le principal résultat de l'Ulsterisation est la création de la "Résèrve Provinciale de l'UDR" (PRUDR) par laquelle chacune des 56 compagnies disponibles opère à tour de rôle n'importe où dans la province, bien qu'en pratique cela signifie normalement dans le Sud de l'Armagh.

## Les femmes de l'UDR (Greenfinches)

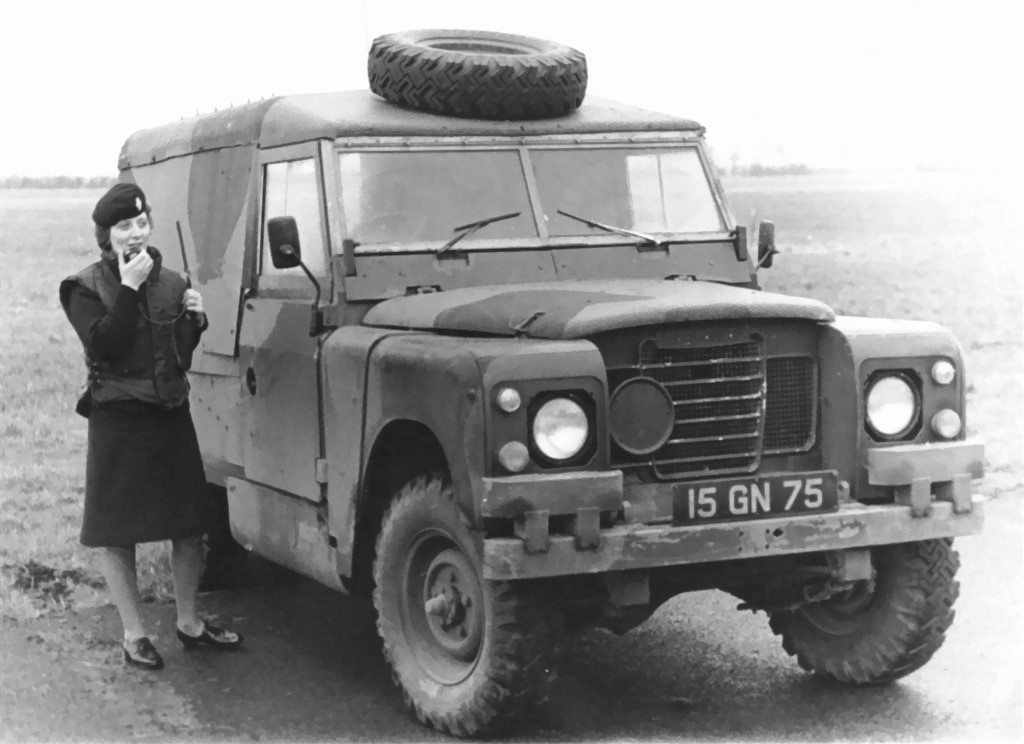
Greenfinch de l'UDR portant une jupe semi-formelle et un gilet pare-balles de style ancien.

Dans les premiers temps du régiment, des femmes membres de la Police Militaire Royale accompagnaient les patrouilles lorsqu'elles étaient disponibles pour permettre la fouille des femmes suspectes. Il n'y a jamais eu assez de ces fouilleuses de la RMP et en 1973, une loi a été votée au Parlement pour recruter des femmes dans le régiment. Le 16 août 1973, un officier de l'armée régulière du Corps Féminin de l'Armée Royale, le major Eileen Tye, a pris le poste de "commandant des femmes" au HQUDR. En septembre, 352 femmes ont été enrôlées et les premiers enrôlements ont été effectués au QG du 2 UDR à Armagh le 16. Cette utilisation des femmes comme partie intégrante du régiment a précédé de 20 ans une utilisation similaire dans l'armée régulière, et a ouvert la voie à la dissolution du Corps Féminin de l'Armée Royale en 1992.
Les seuls vêtements disponibles sont pour la plupart des surplus ATS de la Seconde Guerre mondiale. De nombreuses femmes étaient mécontentes des jupes semi-formelles et des bottes jusqu'aux genoux qu'elles devaient porter par tous les temps. Finalement, les règlements ont été assouplis et, au moment de la fusion, les femmes portaient l'uniforme de combat complet. Les femmes soldats portaient également une cravate en soie aux couleurs de leur bataillon.
Une équipe d'instructeurs du WRAC, dirigée par l'adjudant Brooker, est chargée de former les femmes dans le cadre d'un cours d'une semaine portant sur l'exercice, l'organisation de l'armée, la lecture de cartes, la recherche de femmes et de véhicules, la procédure radio et les premiers secours. Leur mission s'est achevée au bout d'un an, lorsque des Greenfinches ayant l'expérience requise ont été désignées pour prendre la relève en tant qu'instructrices.
Les premières recrues sont en grande partie issues des classes dirigeantes et professionnelles. Certaines étaient les épouses de soldats de l'UDR en service et d'autres étaient mariées à des soldats en poste à long terme (accompagnés) en Irlande du Nord, y compris les épouses de certains commandants. Certains soldats (hommes et femmes) étaient enclins à s'installer en Irlande du Nord une fois leur service militaire terminé, et pour les anciennes soldates et les épouses d'anciens soldats, être une Greenfinch semblait être une carrière attrayante et familière.
Les bataillons de campagne et de frontière ont accueilli favorablement l'utilisation des femmes comme étant essentielle dans la recherche des femmes et des enfants, mais les bataillons basés en ville ont été plus lents à voir les avantages et, dans une certaine mesure, ont ressenti la présence des greenfinches au début. À court terme, tous en sont venus à apprécier la valeur de la présence de femmes dans les patrouilles. Avec le temps, le rôle des femmes s'est élargi, car on s'est rendu compte que leurs voix aiguës convenaient mieux que celles des hommes à la transmission radio. Chargées de relever les femmes de la PMR aux portes du segment du centre-ville de Belfast, elles ont appris à accepter les injures du public et à éviter les pièges qui pouvaient leur être tendus lorsqu'elles recherchaient d'autres femmes, par exemple des lames de rasoir placées dans les poches.
Certaines femmes ont été formées à l'utilisation du radar "Sea Watch" pour aider les patrouilles maritimes dans les bataillons disposant de bateaux rapides.
Au départ, un officier féminin à temps partiel était nommé dans chaque bataillon pour superviser les femmes soldats, mais avec le temps, les femmes sont passées sous le commandement de l'Officier Commandant (OC) de la compagnie à laquelle elles étaient affectées. Par la suite, certaines femmes sont devenues adjudants de bataillon ou commandantes de compagnie et quelques-unes ont été attachées à des états-majors de brigade dans toute l'Irlande du Nord.
Les vestiaires et installations sanitaires ont rapidement posé problème, et il a fallu plusieurs années pour que l'environnement exclusivement masculin des bases de l'UDR s'adapte aux besoins des femmes.
Le nom Greenfinch appliqué à l'UDR féminin provient du système de "titres de nomination" radio (mots de code) utilisé par l'armée pour identifier certaines personnes ou branches du service. Les soldats masculins du régiment étaient identifiés comme "Greentop" et les femmes recevaient le mot de code "Greenfinch", les commandants féminins étant appelés "Goldfinch". Ce nom est devenu leur surnom de travail. Il est encore utilisé aujourd'hui pour les femmes du Régiment Royal d'Irlande.[réf. nécessaire]
Le recrutement de femmes soldats a atteint son apogée en 1986, avec 286 cadres permanents et 530 employés à temps partiel, mais l'effectif n'est jamais descendu en dessous de 700 à partir de 1978.

### Rôle opérationnel des femmes
Les greenfinches étaient utilisées pour empêcher les terroristes d'utiliser des femmes et des enfants dans des activités paramilitaires. En patrouille, elles étaient utilisées pour rechercher des explosifs, des armes, des munitions et des documents, ainsi que pour conduire des véhicules de patrouille, utiliser des radios et jouer le rôle d'enquêtrices.
L'utilisation des femmes dans les casernes comprenait des tâches de bureau, de restauration et de stockage, en plus du personnel des "salles d'opérations" et des "cellules de renseignement", libérant les soldats masculins pour les tâches opérationnelles.

### Entraînement
Les femmes soldats devaient passer des tests d'aptitude annuels pour obtenir des grades et des augmentations de salaire. Si elles échouaient à ces tests, elles étaient rétrogradées et subissaient une baisse de salaire. Elles recevaient une formation régulière "spécifique à leur rôle" qui comprenait : la recherche de personnes et de véhicules, la lecture de cartes, les premiers secours, les signaux, la sécurité personnelle et la reconnaissance des terroristes ; ainsi que l'histoire du régiment, l'étiquette militaire, la structure des grades et les règles vestimentaires, ainsi qu'un entraînement physique. Il leur a été conseillé de maintenir un haut niveau de forme physique.
Bien qu'elles ne soient pas armées en service, les greenfinches ont été formées à l'utilisation d'une gamme complète d'armes et ont appris à "sécuriser" une arme dans le cadre de la formation au traitement des blessés. L'HQUDR a organisé un concours de tir au .22.
Certaines greenfinches ont reçu (ou acheté) des armes de protection personnelle (PPW) lorsqu'elles étaient considérées comme étant à haut risque.

### Grossesse, mariage et rémunération
Les problèmes qui touchaient les autres femmes militaires s'appliquaient également aux greenfinches. Pour s'engager, les femmes mariées devaient présenter une autorisation écrite de leur mari et celles qui avaient des enfants devaient signer une déclaration confirmant les dispositions prises pour la garde des enfants.
Les règlements du ministère de la défense concernant les femmes soldats autorisaient à ce que les greenfinches soient libérées au quatrième mois de leur grossesse. Si elles retournent dans leur unité après le congé de maternité, elles doivent reprendre le cours de base pour les recrues. Leur service antérieur ne compte pas pour l'obtention d'une médaille ou d'une promotion. Certains commandants de bataillon compréhensifs évitent de faire subir cette épreuve aux femmes soldats en les envoyant en congé prolongé, mais en les gardant "dans l'effectif".
La Cour Européenne s'est prononcée contre le Ministère de la Défense en 1990 et a accordé une indemnisation de 370 000 £ à 78 anciennes Greenfinches. La réglementation a ensuite été modifiée et toutes les femmes des forces armées britanniques ont pu bénéficier d'un congé de maternité non rémunéré de 48 semaines, à l'issue duquel elles pouvaient reprendre leurs fonctions sans conditions préalables.
Une étude réalisée en 1988 a montré que la moitié des femmes en service étaient mariées et que 42 % étaient mères, les deux tiers de leurs enfants étant des nourrissons ou des enfants en âge scolaire.

### Femmes victimes
Quatre greenfinches ont été tuées en tant que femmes en service active entre 1974 et 1992. La première était le soldat Eva Martin, âgée de 28 ans, mortellement blessée par des fragments de roquettes le 3 mai 1974 lors d'une attaque de la PIRA contre la base périphérique du 6 UDR à Deanery, Clogher. Elle a également été la première femme des forces de sécurité à mourir pendant les Troubles,.

## Forces d'opposition
Pendant la phase de conception de l'UDR, la principale menace armée pour l'État était l'Armée républicaine irlandaise (IRA). À la suite d'une scission de cette organisation, l'Armée républicaine irlandaise provisoire (PIRA) a été formée en décembre 1969, quelques jours seulement avant le début du recrutement du régiment.
La PIRA est devenue et est restée la priorité de l'UDR, bien que d'autres organisations extrémistes aient également menacé la vie et la propriété. L'Armée républicaine irlandaise officielle (OIRA) (les vestiges de l'"ancienne IRA") continue de commettre des actes de violence, tout comme l'Armée de Libération Nationale Irlandaise (INLA), une autre émanation de l'"ancienne IRA". Les menaces à la paix publique provenaient également d'organisations loyalistes telles que les Forces volontaires d'Ulster (UVF), l'Association de Défense d'Ulster (UDA), qui utilisait le nom de guerre Combattants de la Liberté d'Ulster lorsqu'elle tuait, et une sélection d'autres groupements qui sont apparus pendant les Troubles. Alors que la campagne de l'IRA provisoire se poursuivait dans les années 1970 et 1980, elle et d'autres groupes ont de plus en plus ciblé les soldats de l'Ulster Defence Regiment ainsi que d'autres membres des forces de l'ordre."
Les méthodes d'attaque comprenaient les tireurs d'élite, les engins explosifs improvisés et d'autres tactiques utilisées par les armées de guérilla face à un ennemi aux forces supérieures. Il y a cependant eu des actions ouvertes entre le régiment et l'IRA, dont le style et les tactiques variaient entre le cadre urbain de Belfast et les zones rurales.
Il y a eu peu d'attaques conventionnelles, mais notamment, le 2 mai 1974, jusqu'à quarante hommes de l'IRA ont attaqué la base isolée du 6 UDR Deanery à Clogher, Comté de Tyrone. Un assaut soutenu a duré une vingtaine de minutes, au cours duquel elle a été touchée par des roquettes, des mortiers et des tirs d'armes légères. Le soldat Eva Martin a été mortellement blessé au cours de cette attaque, devenant ainsi la première femme soldat de l'UDR à être tuée par une action ennemie.
L'IRA a mis au point des mortiers artisanaux appelés "barrack-busters". Normalement fixés à l'arrière d'un véhicule commercial tel qu'un camion de chantier, le véhicule était garé près d'une caserne et les dispositifs étaient tirés par un dispositif de chronométrage ou télécommandés, envoyant des missiles fabriqués à partir de bouteilles de gaz dans l'enceinte de la caserne. Le plus grand de ces engins était constitué de douze tubes tirés sur la base "The Abbey" de l'UDR 3 à Kilkeel en 1992. Les bases ont également été attaquées d'autres manières, comme le camion piégé qui a détruit la caserne Glenanne du 2 UDR, tuant trois soldats et en blessant beaucoup d'autres.
Certains mortiers pouvaient également être tirés horizontalement. La première utilisation enregistrée de cette arme a été contre une patrouille mobile du 2 UDR le 1er mars 1991. Deux soldats sont morts. Les funérailles de l'un d'entre eux, le soldat Paul Sutcliffe, un Anglais, ont eu lieu à Barrowford, dans le Lancashire - les seules funérailles de l'UDR à être organisées en dehors de l'Irlande du Nord. La deuxième victime, le soldat Roger Love, originaire de Portadown, est décédée trois jours plus tard.
Le 8 décembre 1987, la PIRA a fait exploser le cénotaphe d'Enniskillen dans ce qui est devenu l'Attentat du Jour du Souvenir. 200 soldats de l'UDR étaient sur le point de défiler sur la place à côté du mémorial lorsque l'engin explosa.
Comme les soldats de l'UDR ne vivaient pas dans des casernes comme les autres soldats mais chez eux (dans de nombreux cas avec leur famille), ils étaient vulnérables aux attaques lorsqu'ils n'étaient pas de service. Un certain nombre de soldats étaient pouvus d'une arme personnelle. Certaines d'entre elles ont été volés à leur domicile. Les soldats à temps partiel étaient les plus exposés car ils avaient un travail de jour qui les amenait souvent dans des zones dangereuses. La plupart des soldats de l'UDR tués pendant les Troubles ont été attaqués en dehors de leur service.
Soixante et un anciens soldats ont été tués à la fin de leur service. D'autres, en particulier dans la région frontalière de Fermanagh, ont été contraints de se déplacer vers des zones plus sûres, ont dû vendre leur maison et, parfois, leurs terres en raison de la menace terroriste imminente.
La menace qui pèse sur les anciens soldats de l'UDR se poursuit - des républicains dissidents ont prévenu en 2010 qu'ils avaient l'intention de les tuer.

## Pertes
Entre le 1er avril 1970 et le 30 juin 1992, 197 soldats au total ont été tués en tant que militaires actifs. 61 autres ont été tués après avoir quitté l'UDR. Trois membres de l'UVF et un membre de l'UDA tués pendant le conflit étaient également des soldats du régiment au moment de leur mort,.
Deux soldats de l'UDR ont été tués par l'armée régulière, trois par des paramilitaires loyalistes et les 192 autres par des paramilitaires républicains (principalement l'IRA provisoire). 22 sont morts "de leur propre main" et 220 sont morts de causes naturelles, principalement de crises cardiaques. Quatre Greenfinch ont été tués pendant les troubles : le soldat Eva Martin, le caporal-chef Jean Leggett, le caporal Heather Kerrigan et le soldat Margaret A. Hearst.
Pendant ce temps, les soldats de l'UDR ont été responsable de la mort de six civils et deux membres de l'IRA.
Le premier soldat de l'UDR à être tué a été le soldat Winston Donnell, âgé de 22 ans, de la compagnie Strabane du 6 UDR, qui a été tué au combat le 9 août 1971 à un poste de contrôle de véhicules (dans le cadre de l'appel à l'internement) près du poste frontière de Clady Bridge.
Le premier catholique en service à être tué était le soldat à temps partiel Sean Russell, 32 ans, du 7 UDR, qui a été abattu le 8 décembre 1971, devant sa femme et ses enfants, par des membres de l'Armée républicaine irlandaise qui ont fait irruption chez lui dans le quartier majoritairement catholique de New Barnsley, à Belfast,. Le dernier était le soldat à temps partiel William Megrath du 11 UDR, abattu en juillet 1987 alors qu'il traversait en voiture le quartier de Twinbrook, dans l'ouest de Belfast, pour rentrer chez lui après son travail dans le civil.
Le dernier soldat de l'UDR à avoir été tué est le caporal Ken Newell, des 4/6 UDR, qui a été enlevé et abattu le 26 novembre 1991 à South Armagh. Un autre soldat enlevé avec lui a été libéré près de Crossmaglen, non loin de l'endroit où le corps du Caporal Newell a été retrouvé.
Les attaques ne cessent pas après la fusion. Six soldats qui avaient servi dans l'UDR sont tués en service actif dans le Régiment Royal d'Irlande (Home Service Battalions).

## Infiltration paramilitaire de l'UDR
Des membres de groupements extrémistes ont réussi à rejoindre l'UDR malgré le processus de filtrage. Leur but était d'obtenir des armes, des formations et des renseignements. Plusieurs armes volées ont été utilisées pour commettre des meurtres, des tentatives de meurtre et des vols sectaires.
L'UDR ne veut pas de ces personnes. Les procédures de filtrage étaient menées conjointement par les services de renseignement de l'armée et le service spécial de la RUC et si aucun renseignement ne laissait supposer une inaptitude, les individus étaient admis au recrutement et restaient soldats jusqu'à ce que le commandant reçoive des renseignements lui permettant d'écarter les soldats ayant des liens ou des sympathies paramilitaires.

### Infiltration loyaliste
Lorsque le régiment a été formé, l'Association de Défense de l'Ulster (UDA) n'existait pas encore ; elle ne sera créée qu'en septembre 1971. La double appartenance était initialement acceptable pour les autorités militaires car l'UDA n'était pas considérée comme une menace pour l'État,. La situation a changé lorsque, le 29 novembre 1972, le GOCNI, sur les instructions de Westminster, a annoncé que la double appartenance à l'UDR et aux organisations paramilitaires ne serait pas tolérée et a commencé une purge qui a vu 171 soldats ayant des liens avec l'UDA libérés à la fin de 1975. Le lieutenant-colonel Dion Beard (1RTR), commandant du 3 UDR, émet un ordre de bataillon :

« Je ne tolérerai aucune participation active de membres de ce bataillon à une organisation qui encourage la violence... vous ne pouvez pas jouer dans les deux équipes. Soit vous croyez en la loi et l'ordre appliqués de manière égale à tous les hommes, soit vous croyez en la violence comme moyen d'atteindre des objectifs politiques. À cet égard, l'UDA n'est pas mieux que l'IRA. Non seulement vous ne devez pas prendre part aux activités de l'UDA, mais vous devez décourager vos concitoyens [de le faire]. »

Une déclaration similaire a été faite par le commandant du 11 UDR lors de la création de la Troisième Force de Ian Paisley en 1981. Les médias ont rapporté qu'il avait émis un ordre de bataillon stipulant que tout soldat qui s'impliquerait dans la Troisième Force serait renvoyé.
Au cours des 22 années d'existence du régiment, des raids loyalistes ont été organisés contre les 3 UDR, 5 UDR, 7 UDR, 10 UDR et 11 UDR. À la suite d'un raid contre la compagnie C du 11 UDR à Lurgan le 20 octobre 1972, le commandant de la garde, le sergent Billy Hanna MM, a été condamné pour avoir fourni des armes et des informations aux paramilitaires loyalistes. La plupart des armes ont été récupérées lors d'opérations de suivi, mais il a été prouvé par la suite que certaines d'entre elles avaient été utilisées par des organisations loyalistes pour commettre des crimes, notamment des meurtres. La plupart des armes volées ont été prises par des organisations loyalistes, mais un certain nombre de soldats ont été tués par des membres de l'IRA qui ont attaqué leur domicile pour voler des fusils.
En mai 1974, un couple catholique, James et Gertrude Devlin, ont été fusillés à l'extérieur de leur domicile près de Donaghmore, dans le comté de Tyrone. L'UVF a revendiqué la responsabilité et un soldat de l'UDR a, par la suite, été condamné à la prison à perpétuité pour les meurtres. En novembre 1974, Kevin Regan, un homme catholique, est mort cinq jours après avoir pris une balle lors d'une attaque armée de l'UVF au bar Maguire, à Larne, dans le comté d'Antrim. Un soldat de l'UDR a, par la suite, été condamné à la prison à perpétuité pour ce meurtre.
En février 1975, Colette Brown, une femme catholique mère de quatre enfants, est tuée par des Loyalistes à Larne, dans le comté d'Antrim. Aucun groupe n'a revendiqué le meurtre. Un soldat de l'UDR a été condamné à la prison à perpétuité pour ce meurtre.
Deux soldats de la compagnie C du 11 UDR (également membres de l'UVF) furent condamnés pour le meurtre, en 1975, de trois musiciens de The Miami Showband. Cette attaque était dirigée par Robin Jackson, un ancien soldat de l'UDR qui avait été réformé pour des "raisons non divulguées",,. Deux soldats de la 11e Compagnie E de l'UDR, Portadown (également membres de l'UVF), sont morts dans l'explosion prématurée de leur propre bombe.
La tuerie du Miami Showband fut perpétré par le Glenanne gang, une alliance Loyaliste secrète qui comprend des membres de l'UDR, du RUC, et de l'UVF. Selon Lethal Allies : British Collusion in Ireland, d'Anne Cadwallader, des mouvements du groupe ont tué environ 120 personnes - presque toutes des civils catholiques n'ayant aucun lien avec les paramilitaires républicains irlandais. Le rapport Cassel a enquêté sur 76 meurtres attribués au groupe et a trouvé des preuves que des soldats britanniques et des officiers de la RUC étaient impliqués dans 74 d'entre eux. Une autre figure clé a été Robert McConnell, un caporal servant dans le 2 UDR de l'UDR. Le rapport du juge Henry Barron sur les attentats à la bombe de 1974 à Dublin et Monaghan, qui ont tué 33 personnes, le cite comme suspect ; le capitaine de l'UDR John Irwin a été identifié par John Weir dans sa déclaration sous serment comme ayant fourni les explosifs pour les attentats de Dublin et Monaghan. Former Glenanne Gang members named him as being involved in numerous other attacks, including the Reavey and O'Dowd killings. Several other UDR soldiers participated in terrorist attacks attributed to the Glenanne Gang.
En 1977, l'armée a enquêté sur les compagnies D et G du 10 UDR basées à la caserne Girdwood, à Belfast. L'enquête a conclu que 70 soldats avaient des "liens" avec l'UVF. Deux d'entre eux ont ensuite été licenciés pour des raisons de sécurité. 30 sous-officiers de la compagnie D ont été soupçonnés d'avoir frauduleusement "siphonné" entre 30 000 et 47 000 £. Un pourcentage important de cette somme était soupçonné d'aller à l'UVF. Il a également été allégué que des membres de l'UVF fréquentaient les soldats dans leur mess. L'enquête a été interrompue après qu'un officier supérieur de l'UDR a déclaré qu'elle nuisait au moral des troupes. Les détails de l'enquête ont été découverts en 2011.
En 1979, le soldat de l'UDR Benjamin Redfern est reconnu coupable de trois meurtres sectaires dans le comté de Londonderry : James Chivers en novembre 1972, Joseph McAuley en décembre 1972 et John Bolton en octobre 1975.
En juin 1980, l'UDA a abattu l'homme politique nationaliste irlandais John Turnley à Carnlough, dans le comté d'Antrim. Protestant issu d'un milieu unioniste, Turnley avait été membre du SDLP avant de participer à la fondation du Irish Independence Party, dont il a ensuite été le président. Trois hommes ont ensuite été condamnés pour son meurtre et celui du catholique Rodney McCormick à Larne en août 1980. En 2016, il est apparu que l'un des trois hommes avait été membre de l'UDR.
En 1982 et 1983, une cellule de l'UVF a opéré à partir d'une base exploitée par le 1/9 UDR à Ballymena, dans le comté d'Antrim. La sécurité était si laxiste qu'un commandant local de l'UVF a eu accès à un bar à l'intérieur de la base pendant plusieurs mois, bien qu'il ait eu des "connexions terroristes connues" et qu'il ait été condamné pour port d'armes. Sept soldats de l'UDR de la section de Ballymena ont été condamnés pour une série d'infractions terroristes en 1987, notamment l'implication dans le meurtre d'un catholique par le "Boucher de Shankill", Lennie Murphy, en septembre 1982. Le reste du peloton a affirmé n'avoir jamais soupçonné une quelconque infiltration paramilitaire, bien qu'ils aient été régulièrement en service ensemble. Un documentaire de la BBC Panorama diffusé en 1990 prétend qu'un officier du régiment a déclaré après les arrestations "L'Ulster sera un jour reconnaissant à ces hommes". L'équipe d'investigation de Panorama a confirmé la remarque auprès du soldat à qui elle avait été faite ; le soldat était si consterné qu'il a dénoncé l'officier à ses supérieurs, mais aucune mesure n'a été prise. L'officier servait encore dans l'UDR au moment de la diffusion du documentaire.
En décembre 1983, le soldat de l'UDR Geoffrey Edwards a été accusé du meurtre de Peter Corrigan, agent électoral du Sinn Féin, à Armagh en octobre 1982, et de six autres tentatives de meurtre. Au total, il a reconnu dix-neuf infractions terroristes, bien qu'il ait refusé de nommer ses complices de l'UVF. En 1985, Edwards a été condamné à la prison à vie, avec six peines concurrentes de vingt ans pour tentative de meurtre.
En 1984, un butin de vingt-huit armes à feu, comprenant plusieurs fusils, revolvers et mitraillettes de fabrication artisanale, ainsi que 5 000 cartouches, a été découvert dans la ferme du comté d'Antrim d'un soldat de l'UDR. Au tribunal, il a été allégué qu'il cachait les armes pour le compte d'un membre du groupe paramilitaire Third Force de Ian Paisley, qui avait également été membre de l'UDA et de Tara. Les deux hommes ont plaidé coupable à des accusations de trafic d'armes en 1987.
En avril 1985, l'UFF/UDA revendique la responsabilité d'avoir abattu le catholique Edward Love à Enniskillen, dans le comté de Fermanagh. Un soldat de l'UDR et un membre de l'armée régulière britannique ont ensuite été reconnus coupables de meurtre et les deux hommes ont purgé treize ans de prison avant d'être libérés en vertu de l'accord de Belfast.
En janvier 1988, des paramilitaires loyalistes ont abattu l'homme d'affaires catholique Jack Kielty (père du comédien Patrick Kielty) à Dundrum, dans le comté de Down. Un soldat de l'UDR, soupçonné d'être impliqué dans le meurtre, a continué à servir dans l'armée britannique, même après qu'un officier de la RUC ait demandé qu'il soit libéré. Bien qu'il ait finalement été libéré, un rapport de Police Ombudsman, publié en 2016, a révélé que le suspect continuait d'assister aux briefings de la RUC/UDR alors qu'il était interrogé par la police en rapport avec le meurtre de Jack Kielty. La RUC a également découvert des cartes de l'armée britannique et un album de photographies de l'UDR contenant des montages de suspects de l'IRA ; des empreintes digitales appartenant au soldat ont été trouvées plus tard sur le montage retrouvé. Un officier enquêteur a déclaré qu'il était devenu évident à l'époque que le soldat de l'UDR était le chauffeur lors d'une tentative antérieure de meurtre d'un autre homme, John O'Rourke, à Dundrum en janvier 1986. Il a également été arrêté par la police enquêtant sur le massacre de Loughinisland en août 1994 et a été identifié plus tard dans un message anonyme sur la ligne téléphonique confidentielle de la police comme l'un des tireurs de Loughinisland. L'avocat Niall Murphy, qui représentait les familles des victimes de Loughinisland, a commenté qu'"au moins trois personnes et leurs familles directement associées à l'unité de l'UVF dans le sud de Down étaient membres de l'UDR et avaient également des membres de leur famille proche travaillant localement dans des établissements de la RUC et au sein de la force de police elle-même."
En février 1989, l'avocat Pat Finucane a été assassiné par des paramilitaires loyalistes de l'UDA agissant en collusion avec les services de sécurité britanniques. Le Browning 9mm utilisé pour le meurtre de Finucane avait été volé dans une armurerie de l'UDR à Malone Barracks, à Belfast, par un soldat de l'UDR en service. La même arme avait été liée à la tentative de meurtre d'un homme catholique en septembre 1988. Plusieurs autres armes ont été prises dans la même armurerie,.
En août 1989, l'UDA a revendiqué le meurtre du catholique Loughlin Maginn dans le comté de Down ; il s'est avéré par la suite que deux des tireurs de l'UDA avaient également été des soldats de l'UDR. Lorsque la famille de Maginn a nié qu'il était membre de l'IRA, l'UDA a tenté de justifier le meurtre en diffusant une vidéo de vingt minutes, tournée par des soldats de l'UDR, qui montrait le mur d'une salle de briefing de la police couvert de photographies de suspects de l'IRA. Cet incident a déclenché les Enquêtes Stevens concernant la collusion présumée des forces de sécurité avec les paramilitaires loyalistes. Vingt-huit soldats de l'UDR ont été arrêtés dans le cadre de l'enquête. Vingt-six d'entre eux appartenaient à la même compagnie du 7/10 UDR. Six d'entre eux ont ensuite obtenu des dommages et intérêts. Un autre a été inculpé pour des activités liées aux paramilitaires loyalistes. L'équipe Stephens a suscité une "colère intense" car trois cents policiers avaient été utilisés pour encercler les maisons des suspects. Cela les avait identifiés comme des soldats de l'UDR auprès de leurs voisins, mettant potentiellement leur vie en danger. Onze d'entre eux ont déménagé en conséquence, tandis que les maisons de dix-huit autres ont été dotées de "mesures de sécurité supplémentaires" pour un coût de 25 000 £.
En décembre 1991, trois soldats de l'UDR en service et un de leurs proches collaborateurs ont été arrêtés et interrogés pendant plusieurs jours au sujet des massacre de quatre hommes lors d'une attaque à l'arme à feu par l'UVF à Cappagh, dans le comté de Tyrone, en mars 1991, avant d'être libérés sans charge. L'examen par la RUC et l'armée britannique des renseignements relatifs à plusieurs meurtres et tentatives de meurtre entre 1988 et 1991 "a mis en évidence des préoccupations concernant plusieurs membres" du 8 UDR de l'UDR basé dans le comté de Tyrone. Un rapport de la Équipe chargée des demandes de renseignements historiques (HET) publié par le Service de Police d'Irlande du Nord (PSNI) a affirmé que les hommes de l'UDR "étaient également désignés comme responsables d'autres meurtres". Le procès-verbal d'une réunion de 2012 entre des responsables de la HET, des familles de Cappagh et des représentants du groupe de campagne Relatives for Justice indique que la HET pense qu'il y a "probablement quatre ou cinq cas où les soldats de l'UDR sont liés à des meurtres".
D'autres membres de l'UDR ont également été interrogés sur le meurtre de Tommy Casey, membre du Sinn Féin, près de Cookstown en octobre 1990, avant d'être libérés sans charge. Un rapport des services de renseignements indiquait que le meurtre avait été perpétré par l'UVF de Tyrone Sud et que trois hommes cités comme étant impliqués étaient des soldats de l'UDR. Les suspects ont été arrêtés avec deux autres personnes, également en décembre 1991.
En 1999, David Jordan, un ancien soldat de l'UDR, aurait craqué dans un bar et admis faire partie de la patrouille qui a tué la conseillère nationaliste Patsy Kelly en 1974.
En janvier 2022, le médiateur de la police a publié un rapport examinant la gestion par la RUC des attaques paramilitaires menées par l'UDA/UFF entre 1989 et 1993 dans le nord-ouest de l'Irlande du Nord, dont 19 meurtres et de multiples tentatives de meurtre. Le rapport résume qu'un "nombre important de membres actifs et d'anciens membres de l'UDR avaient des liens avec les paramilitaires loyalistes" dans la région, y compris des personnalités de haut rang de l'UDA/UFF du nord-ouest. Ce chevauchement des membres a permis aux paramilitaires loyalistes d'avoir accès à des armes, à des formations, à des renseignements et à des uniformes, ce qui "a renforcé leur efficacité dans la réalisation d'attaques sectaires". Un document militaire britannique ayant fait l'objet d'une fuite et posté dans un journal local en 1992, prétendument envoyé par l'UVF, contenait les coordonnées d'un certain nombre de républicains et les noms de 28 membres de l'UDR cités comme étant liés aux paramilitaires loyalistes. L'auteur du rapport estime que la RUC a été suffisamment proactive dans la poursuite des membres de l'UDR en service qui étaient également activement impliqués dans la violence paramilitaire loyaliste ; dans un exemple, deux soldats de l'UDR liés aux paramilitaires loyalistes ont assisté à plusieurs briefings des forces de sécurité où ils avaient accès à des informations sensibles. Le rapport n'a trouvé "aucune indication" que la police ait enquêté sur les liens de l'un des soldats avec l'UDA/UFF, bien que les services spéciaux de la RUC aient estimé qu'il avait fourni les renseignements nécessaires à un meurtre en 1989. L'autre soldat en service de l'UDR a assisté à des briefings des forces de sécurité au moment où la police était en possession de renseignements l'identifiant comme ayant des liens avec les paramilitaires loyalistes.

### Infiltration de l'IRA
Au début du mois de juin 1987, trois attaques ont été perpétrées contre des soldats de la même compagnie des 7/10 UDR, dont le soldat Joe Tracey, abattu alors qu'il commençait un nouveau travail dans des appartements de la Lisburn Road, à Belfast. Le Belfast Newsletter a rapporté que les 7/10 UDR avait été infiltré par l'IRA. Le commandant a reconnu que quelqu'un avait dû le dénoncer, mais a nié que l'IRA ait pu pénétrer dans le bataillon, qualifiant l'allégation de "folle rumeur".
Un autre incident concerne William Bogle, du 6 UDR, qui est tombé dans une embuscade et a été tué le 5 décembre 1972 à Killeter, près de la frontière Tyrone/Donegal. Il a été tué par un ancien membre de sa propre compagnie "aux fortes opinions républicaines" qui a traversé la frontière après le meurtre et n'est pas retourné en Irlande du Nord.

### Mesures contre l'infiltration
- La réforme de Bray

Le brigadier Michael Bray a adopté une politique de tolérance zéro pour toute activité liée au loyalisme dès le début de son mandat de commandant de l'UDR. Il a institué un certain nombre de mesures de protection, notamment la surveillance de bataillons entiers et des examens de sécurité semestriels de tout le personnel de l'UDR. Une liste de lieux interdits a été dressée, comprenant les pubs et les clubs connus pour être fréquentés par les paramilitaires loyalistes. Les soldats sont mis en garde quant aux personnes qu'ils doivent fréquenter. Il s'agit d'un effort concerté pour écarter du régiment toute personne ayant une double appartenance et pour empêcher la pression sociale.
- L'enquête Stevens

Le rapport Stevens a entraîné un renforcement du contrôle des documents de renseignement, même les moins bien notés, et une plus grande responsabilité. Pour la première fois, la RUC a eu accès aux procédures de contrôle de l'UDR et de nombreux soldats se sont retrouvés sous surveillance policière pendant de longues périodes, ce qui a parfois entraîné leur renvoi. Stevens a reconnu qu'il y avait eu collusion entre un petit nombre de soldats de l'UDR qui avaient "gravement abusé de leur position de confiance", mais que le problème n'était pas "généralisé ou institutionnalisé".

### Le rapport "Subversion dans l'UDR" de 1973
Un projet de document, intitulé Subversion dans l'UDR, figurait parmi les nombreux documents publiés en 2005 et découverts dans le Public Record Office. Une partie de son contenu a été publiée dans The Irish News les 2 et 3 mai 2006. Ce document, qui aurait été préparé par les services de renseignements militaires britanniques en août 1973, examine la question du chevauchement des adhésions à l'UDR et aux organisations subversives au cours des trois premières années de recrutement.
La subversion était considérée comme un "soutien ferme ou une adhésion à des organisations dont les objectifs sont incompatibles avec ceux de l'UDR" et les tentatives des soldats d'utiliser leurs "connaissances, compétences ou équipements pour promouvoir les objectifs de ces organisations". Il a estimé que "peut-être" 5 à 15 % des soldats de l'UDR étaient, ou avaient été, directement liés à des "groupes extrémistes protestants". L'UDR était "la meilleure source d'armes, et la seule source importante d'armes modernes, pour ces groupes" et le gouvernement britannique savait que les armes de l'UDR étaient utilisées par les paramilitaires loyalistes, notamment pour le meurtre d'un civil catholique romain et d'autres attaques.
Le rapport montre comment plus de 200 armes de l'UDR ont été perdues ou volées à la fin de 1972, bien que le taux de perte ait diminué à 56 en 1973, lorsque le rapport a été rédigé. Il est suggéré que cela est dû en partie à une sécurité accrue et aussi au fait que "la crédibilité réduite des groupes extrémistes protestants aux yeux de la communauté majoritaire a rendu plus difficile la subversion des membres de l'UDR". En 1973, les raids sur les armes les plus réussis des extrémistes loyalistes ont eu lieu au Département des Sciences Industrielles et Médico-légales et chez des marchands d'armes à Belfast, Newtownards et Armagh, plutôt que dans les locaux de l'UDR.
Le rapport suggère qu'il n'y a pas de menace substantielle de subversion de la part d'extrémistes républicains dans le régiment car le nombre de catholiques a diminué à moins de 4%. Il y a eu des incidents isolés où des soldats catholiques de l'UDR ont "perdu" des armes dans des circonstances suspectes, mais "ni le nombre d'armes ni la menace ne sont considérés comme importants".
Le rapport a conclu que, sauf dans des circonstances limitées, la subversion au sein de l'UDR n'a pas compromis sa capacité à remplir ses fonctions.

### Condamnations pénales
18 soldats de l'UDR ont été condamnés pour meurtre et 11 pour homicide involontaire. Entre 1970 et 1985, 99 ont été condamnés pour agression, tandis que d'autres ont été condamnés pour vol à main armée, infractions à la législation sur les armes, attentats à la bombe, intimidation et attaques contre des catholiques, enlèvement et appartenance à l'UVF. Seule une petite fraction des 40 000 hommes et femmes qui ont servi dans le régiment ont été impliqués dans de telles activités criminelles, mais la proportion était plus élevée que dans l'armée britannique régulière ou la RUC.

## Commentaire politique
Le régiment de défense de l'Ulster a bénéficié d'un soutien féroce et sans critique de la part des protestants d'Irlande du Nord, mais n'a jamais obtenu la pleine confiance de la minorité catholique romaine. Cela peut s'expliquer en partie par l'échec à attirer et à retenir les catholiques, et en partie par la culture et le caractère sectaires du régiment, qui sont devenus explicites après l'introduction de l'internement sans procès des républicains irlandais présumés après 1971.
Au départ, les partis politiques nationalistes constitutionnels encourageaient les catholiques à s'engager. Le premier changement notable a été provoqué par la décision du Parlement d'Irlande du Nord d'introduire l'internement. Aucune des personnes internées n'était protestante (jusqu'à beaucoup plus tard), ce qui a conduit les catholiques à croire qu'il s'agissait d'une mesure dirigée entièrement contre leur communauté. Pour l'UDR, cela signifiait une augmentation de la propagande républicaine contre le régiment. Après l'internement, le soutien aux catholiques du régiment a considérablement diminué tandis que l'intimidation des soldats catholiques s'est accrue au sein de leurs propres communautés.
Les incidents connus sous le nom de massacre de Ballymurphy en août 1971 et de Bloody Sunday en janvier 1972 ont également eu une influence. En 1971, 25 % des soldats catholiques ont démissionné. En 1972, 108 de plus.
Ivan Cooper, du SDLP, a déclaré en 1972 que le régiment "devrait être dissous". Le président du Parti de l'Alliance, Oliver Napier, s'est inquiété de la présence d'"indésirables" dans le régiment dans une déclaration de novembre 1972.
Le parti social-démocrate et travailliste a demandé la dissolution complète du régiment dès 1974 par le biais des médias et en exerçant des pressions sur le gouvernement irlandais, et est devenu le principal canal de plaintes contre l'UDR de la part des catholiques. Le SDLP reste opposé au régiment et ne cesse de réclamer sa dissolution "en raison de l'incapacité du GOC à résoudre le problème du recrutement des catholiques et de l'image du régiment". Bien qu'aucun soutien officiel ne soit évident de la part de la direction du parti, plusieurs membres (par exemple Seamus Mallon) condamnent le meurtre de soldats de l'UDR et assistent aux funérailles, comme dans le cas de James Cochrane, un soldat catholique du 3 UDR à Downpatrick, tué dans un attentat à la bombe dans un ponceau le 6 janvier 1980.
Après l'accord de Hillsborough, le Parti unioniste démocrate (DUP) a lancé une campagne dont le but apparent était de démoraliser le régiment et de provoquer des démissions massives en sapant la confiance des soldats dans leurs officiers. Au cours de cette période, Ian Paisley a annoncé à la presse que les soldats de Ballymena avaient été priés de se rendre à la caserne pour être désarmés avant que le cadre à temps partiel ne soit dissous. Le service de presse du DUP a affirmé que l'utilisation d'officiers et de sous-officiers supérieurs anglais était "une insistance de Londres et de Dublin pour que l'UDR ne soit pas digne de confiance". Peter Robinson, le chef adjoint du DUP, a conseillé aux soldats de ne pas coopérer avec les policiers qui étaient attachés à leurs patrouilles car ils étaient là sur les instructions du conseil Anglo-Irlandais.
Une évaluation militaire réalisée en 1981 avait conclu que l'UDR n'était pas nécessaire à long terme, à l'exception d'un éventuel rôle dans la défense intérieure. Les doutes du gouvernement britannique quant à la viabilité future du régiment sont gardés secrets par crainte de provoquer une réaction brutale des Unionistes et de susciter la formation de nouveaux groupes paramilitaires unionistes. Le député unioniste d'Ulster Ken Maginnis, interrogé dans le cadre d'un documentaire de la BBC Panorama en 1990, a estimé que la dissolution de l'UDR entraînerait une augmentation de l'activité paramilitaire loyaliste et la création d'autres organisations paramilitaires.
The UDR's sectarian image received corroboration from an unlikely source in February 1985 when Ulster Unionist leader James Molyneaux a informé en privé un fonctionnaire du Bureau d'Irlande du Nord de son "inquiétude quant à la manière dont certaines patrouilles de l'UDR abusaient de leur position par rapport aux membres de la communauté catholique".

### Politique non-constitutionnelle
Les groupes politiques qui soutenaient la violence étaient qualifiés de "non-constitutionnels". Le principal d'entre eux est le Sinn Féin provisoire (aujourd'hui appelé "Sinn Féin"), le bras politique de l'IRA provisoire. L'hebdomadaire républicain An Phoblacht publiait des articles soulignant ce qu'il considérait comme une oppression étatique manifeste. Dans ses éditoriaux, An Phoblacht qualifie l'UDR de "non pas l'armée de papa mais une milice sectaire". Pour renforcer leur message, ils ont produit des affiches que les partisans ont collées sur les murs des zones républicaines, telles que "The Loyalist Murderers" et "Blood Money", en référence aux indemnités de licenciement reçues par les anciens soldats de l'UDR qui servaient encore dans l'IRA à la fin de l'Opération Banner (titre officiel de l'armée pour les opérations en Irlande du Nord).
An Phoblacht a affirmé que l'UDR avait des "escadrons de la mort" secrets (voir : le gang Glenanne) parrainés par les Forces Spéciales Britanniques et que des membres de l'UDR (en collusion avec les Services Secrets britanniques) étaient derrière les attentats de Dublin et Monaghan.
Lorsque Gerry Adams (le président du Sinn Féin) a été blessé lors d'une tentative d'assassinat par trois membres de l'UFF, c'est un sous-officier à plein temps du 10 UDR, qui n'était pas en service, qui a pris en chasse leur voiture et les a arrêtés, avec l'aide d'un policier qui n'était pas en service. Ce fait n'est pas mentionné dans la biographie du Sinn Féin d'Adams et la BBC insiste toujours sur le fait que les assaillants ont été arrêtés par des "policiers en civil". Le sous-officier de l'UDR a reçu la Médaille de Bravoure de la Reine pour avoir arrêté les tireurs. Cependant, à long terme, le soldat a été intimidé et a quitté sa maison et l'UDR en conséquence directe de ces arrestations.
Cette action d'un soldat hors service n'a pas adouci l'opinion du Sinn Féin. Son journal continue de critiquer l'UDR et, après la fusion, le Régiment Royal d'Irlande (Home Service), qu'il appelle "Le Régiment des Assassins".

## Musique
Chaque bataillon comptait un certain nombre de cornemuseurs qui participaient également à un corps de cornemuses centralisé, appelé officiellement le "Cornemuses et Tambours du régiment de défense de l'Ulster". Son uniforme suivait la tenue militaire traditionnelle des cornemuseurs irlandais, consistant en un kilt safran, une veste vert bouteille "Prince Charlie", une cape vert bouteille et un caubeen vert bouteille orné d'un insigne de casquette double. Contrairement aux autres régiments irlandais de l'armée britannique, les cornemuseurs de l'UDR ne portent pas de plume et la couleur de la doublure des cape est propre au régiment.
En juin 1986, le régiment a organisé son unique tattoo qui s'est déroulé sur deux jours par beau temps au terrain de rugby de Ravenhill, à Belfast. Parmi les attractions pour les 12 000 personnes qui ont assisté à l'événement, on peut citer :
- l'équipe de parachutistes Red Devils
- les greenfinches descendant en rappel du haut d'une des tribunes
- les chiens de l'UDR
- un simulacre d'embuscade
- la bataille en retraite avec les "Cornemuses et Tambours de l'UDR" ainsi que les fanfares du Duc du Régiment Royal d'Édimbourg et du RUC[231].

La foule aurait créé un moment "profondément émouvant" en fredonnant l'hymne du soir "The Day Thou Givest".
A la fin du spectacle, le Brigadier Roger Preston et son épouse ont été conduits hors de l'arène pour prendre leur retraite.
Un seul enregistrement de l'UDR Pipes & Drums a été publié : le 5 UDR Pipes & Drums "Irish & Scottish Pipe Music", qui comprend des enregistrements des marches du régiment et du bataillon ainsi que d'autres airs populaires.

## Options for changeet fusion
Après la chute du mur de Berlin, le Royaume-Uni a commencé à réduire la taille de ses forces armées sous le titre provisoire d'Options for Change. Les effectifs de l'armée devaient être ramenés de 160 000 à 110 000 hommes, et l'infanterie de 55 à 38 bataillons. Le GOC y voit l'occasion idéale de rationaliser l'UDR et d'éliminer certains des "problèmes les plus insolubles" en matière d'image et de perspectives de carrière. Dans un plan révolutionnaire, il décide de fusionner l'UDR avec les Rangers Rouyaux d'Irlande, incorporant ainsi des soldats à temps partiel dans l'armée régulière pour la première fois dans l'histoire. Le commandant de l'armée britannique espère que le processus de fusion avec les Rangers, associé au changement de nom, constituera un nouveau départ pour ce qu'il appelle un "UDR discrédité". Les Rangers recrutent dans le sud de l'Irlande, y compris de nombreux catholiques, ce qui facilitera le processus.

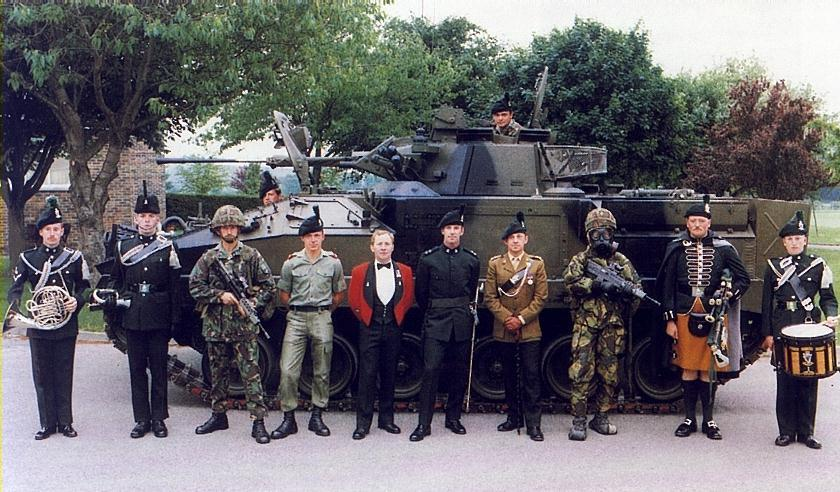
Les Rangers Royaux d'Irlande en différentes tenues.

Le "Project Infancy" devait également permettre aux Rangers Royaux d'Irlande, le dernier bataillon d'infanterie irlandais de "la ligne", de ne pas perdre leurs installations d'entraînement et leur présence en Irlande du Nord. L'UDR, qui n'est pas une infanterie de ligne régulière, est, selon les termes d'un commandant, "comme un poisson sans plumes". L'incorporation en tant qu'infanterie de ligne pourrait offrir aux officiers de l'UDR des perspectives de carrière reflétant celles de l'armée régulière et, espérons-le, résoudre le problème du recrutement des officiers juniors.  Pour le GOC, la perspective d'avoir un plus grand nombre d'officiers et de sous-officiers catholiques dans l'UDR atténuerait une grande partie de la fureur politique entourant le régiment.
Le plan a été approuvé en début d'été 1991 et propose :
- Les deux bataillons des Rangers Royaux d'Irlande fusionneraient pour créer un seul bataillon de "service général".
- Les neuf bataillons existants de l'UDR seront réduits à sept et désignés comme "Home Service".
- Les éléments à temps partiel resteront dans l'élément Home Service, mais la nouvelle structure prévoit une réduction générale au moment opportun.
- Le nouveau régiment s'appellera le Régiment Royal d'Irlande, réutilisant un nom qui avait été perdu lors de la dissolution de nombreux régiments d'infanterie irlandais célèbres après la partition en 1922.

En retour, l'UDR recevrait :
- Un titre royal.
- Une ligne directe de succession à travers le nom du régiment à la bataille de la Boyne et à d'autres batailles des guerres Williamites[233].

Les propositions sont généralement bien accueillies au niveau supérieur, mais les rangs craignent, comme on pouvait s'y attendre, qu'elles ne soient le précurseur d'une dissolution. Les partis politiques unionistes ont protesté, en particulier le DUP qui a immédiatement relancé sa campagne de 1989 "Ne touchez pas à l'UDR".
Lors de sa fusion en 1992, l'UDR avait été en service actif plus longtemps que n'importe quel autre régiment depuis les Guerres Napoléoniennes, étant resté en opération du jour de sa création au jour de sa fusion.

## Prix, distinctions et décorations
La distinction la plus notable décernée au régiment de défense de l'Ulster est la Conspicuous Gallantry Cross remise par la Reine le 6 octobre 2006. La citation de l'unité confère au régiment le droit d'être connu sous le nom de "Le régiment de défense de l'Ulster CGC". Lors de la cérémonie de remise de cette distinction à Belfast, la Reine a rendu hommage au régiment :
Votre contribution à la paix et à la stabilité en Irlande du Nord est unique." "Servir et vivre au sein de la communauté avait nécessité "un courage et une conviction hors du commun". "Le régiment n'a jamais reculé malgré une intimidation personnelle extrême. Leurs succès ont eu un prix terrible, beaucoup ont donné leur vie. Aujourd'hui, vous avez une raison de réfléchir à ces belles réalisations, tout en vous souvenant de la souffrance". "Les bataillons de service intérieur du RIR et de l'UDR qui les ont précédés ont gagné le plus profond respect dans tout le pays. Pour que l'on se souvienne toujours de leurs actions, la CCG a été décernée au RIR/UDR "en tant que marque de l'estime de la nation" avec la citation suivante : "Cette décoration est une reconnaissance du service opérationnel continu et du sacrifice du régiment de défense de l'Ulster et du régiment royal d'Irlande en Irlande du Nord pendant l'opération Banner.
Au total, 953 personnes ont reçu des récompenses par le biais du système d'honneur britannique, notamment 12 médailles de la bravoure de la Reine ; 2 médailles militaires ; 88 BEMs ; 108 OBEs et 276 Citations Militaires Britanniques, cependant pour la plupart des soldats de l'UDR la présentation des décorations a pris la forme de médailles de "service" ou de "campagne" incluant :
- La médaille de Service Général avec la barrette "Northern Ireland". (Décernée après 28 jours de service dans le cadre de la campagne Operation Banner)
- La médaille du régiment de défense de l'Ulster[241]
- La médaille du Home Service Nord-Irlandais[242]
- The médaille de Service de Campagne Accumulée[243] (décernée après 1 000 jours de service opérationnel (pas d'entraînement) pendant la campagne).
- La médaille d'Ancienneté et de Bonne Conduite (régiment de défense de l'Ulster)[244]

L'attribution des médailles d'ancienneté "spécifiques à l'UDR" était soumise à des règles complexes, ce qui signifie qu'il n'y en a pas eu beaucoup. La médaille de l'UDR n'a été décernée qu'à 1 254 des 40 000 personnes ayant servi. Seules 1 416 médailles pour service de campagne accumulé ont été décernées.
Les officiers qui reçoivent la médaille du régiment de défense de l'Ulster peuvent utiliser les lettres post-nominales UD.
Le soldat de l'UDR le plus décoré est le caporal Eric Glass du 4 UDR, qui a reçu à la fois la Queen's Gallantry Medal et la Distinguished Conduct Medal pour sa bravoure. Bien que gravement blessé lors d'une embuscade de l'IRA, Glass a réussi à survivre, tuant au passage l'un de ses agresseurs, Joseph McManus,. Un compte rendu de cette (deuxième) attaque contre le caporal Glass a été publié dans le Belfast News Letter.
En 1987, le régiment a soumis à la Reine une demande de délivrance des couleurs qui a été acceptée. Celui-ci a été accordé en 1991, lorsque la Reine a décidé de présenter elle-même les couleurs, un honneur qui est normalement réservé aux régiments dont elle est le colonel en chef.
- 29 juin 1991 - Les premières couleurs ont été présentées par la Reine à cinq bataillons à Thiepval Barracks, Lisburn[250].
- Novembre 1991 - Le 6 UDR a été présenté à St Lucia Barracks, Omagh par le Duc d'Abercorn.
- Avril 1992 - Les dernières couleurs ont été présentées par le Duc d'York lors d'une cérémonie près d'Edimbourg en avril 1992, au 2/11 UDR, 7/10 UDR et 8UDR[251].

Jusqu'en mai 2010, 232 croix d'Elizabeth et parchemins commémoratifs ont été remis aux familles des membres de l'UDR dont le décès est officiellement attribué à leur service militaire.

Médailles du régiment de défense de l'Ulster
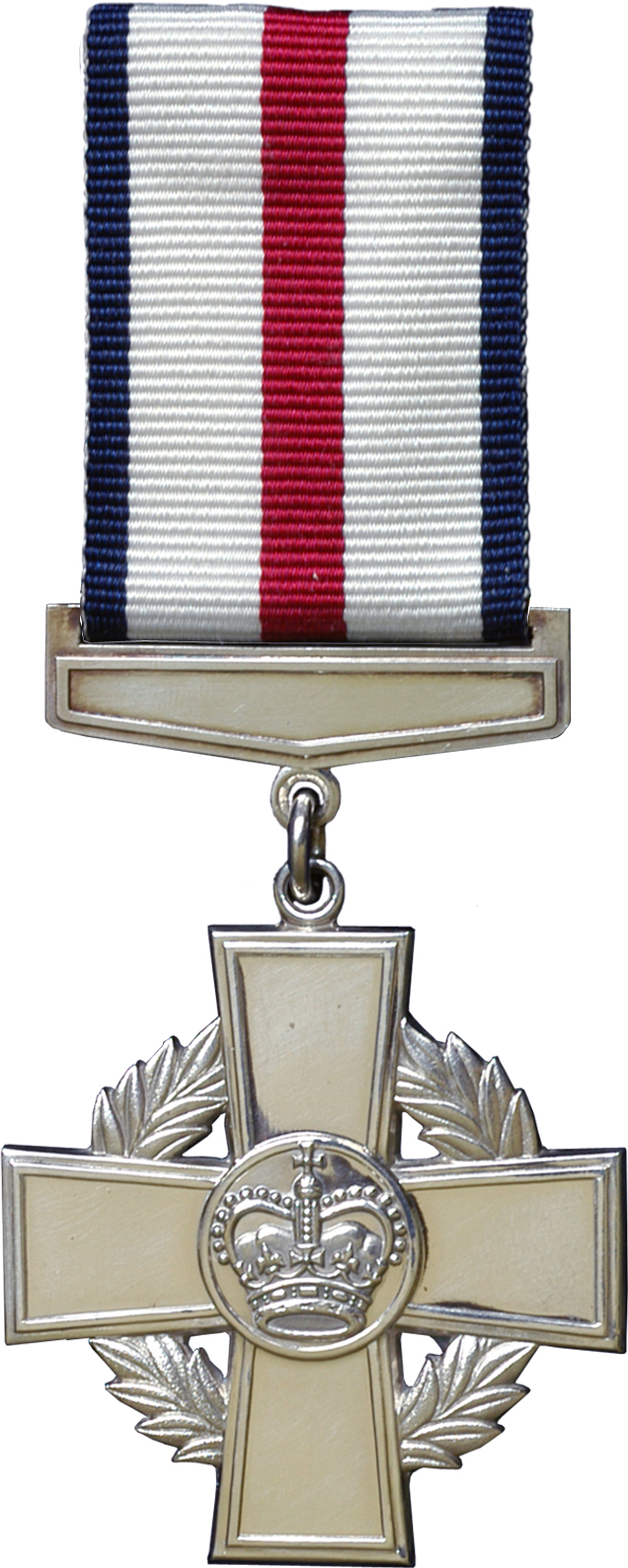
La croix de bravoure remarquable
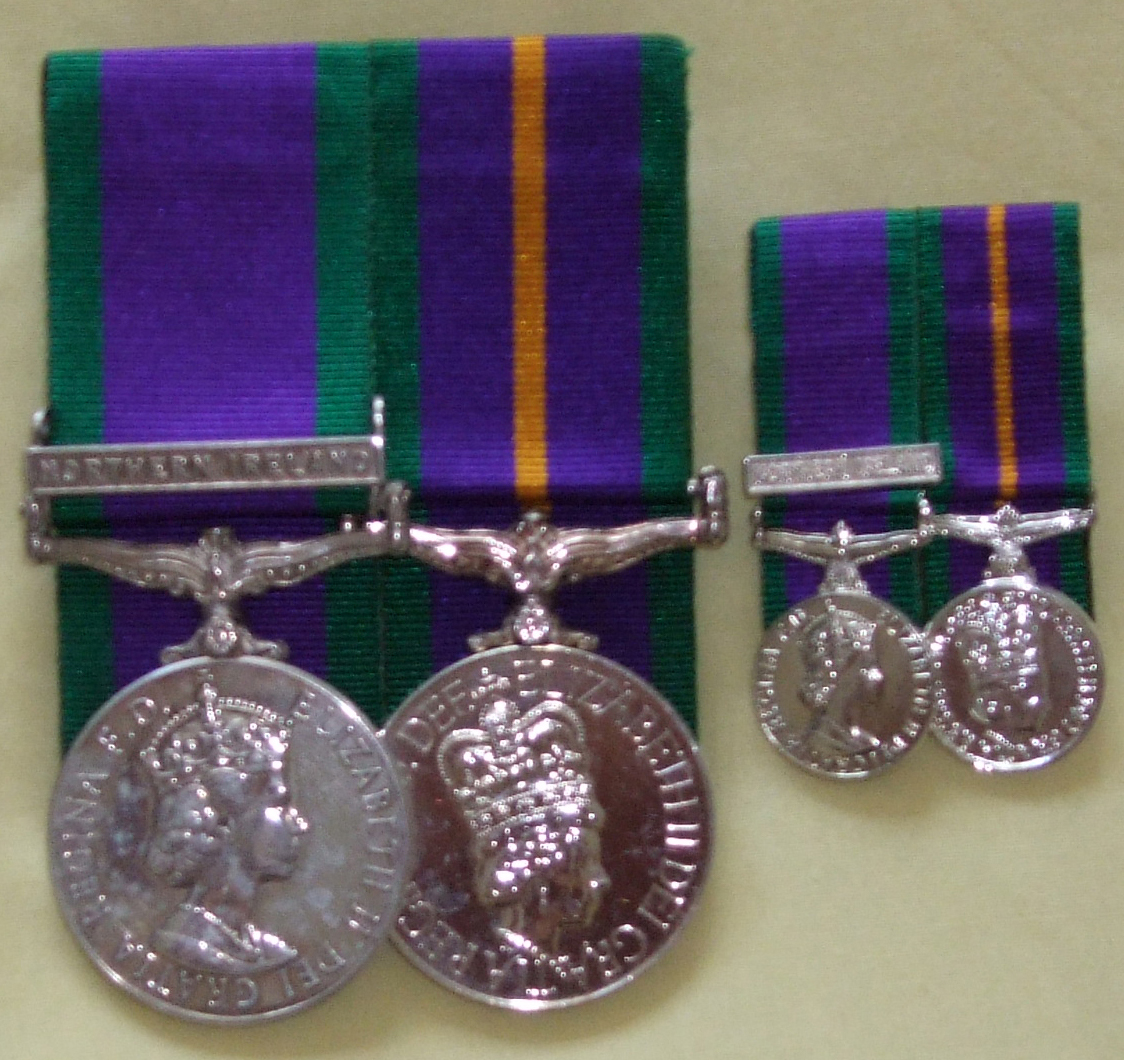
Groupe de médailles du GSM et de l'ACSM plus les miniatures.
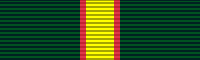
Ruban de la médaille de l'UDR
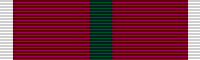
Ruban de la médaille d'ancienneté et de bonne conduite de l'UDR
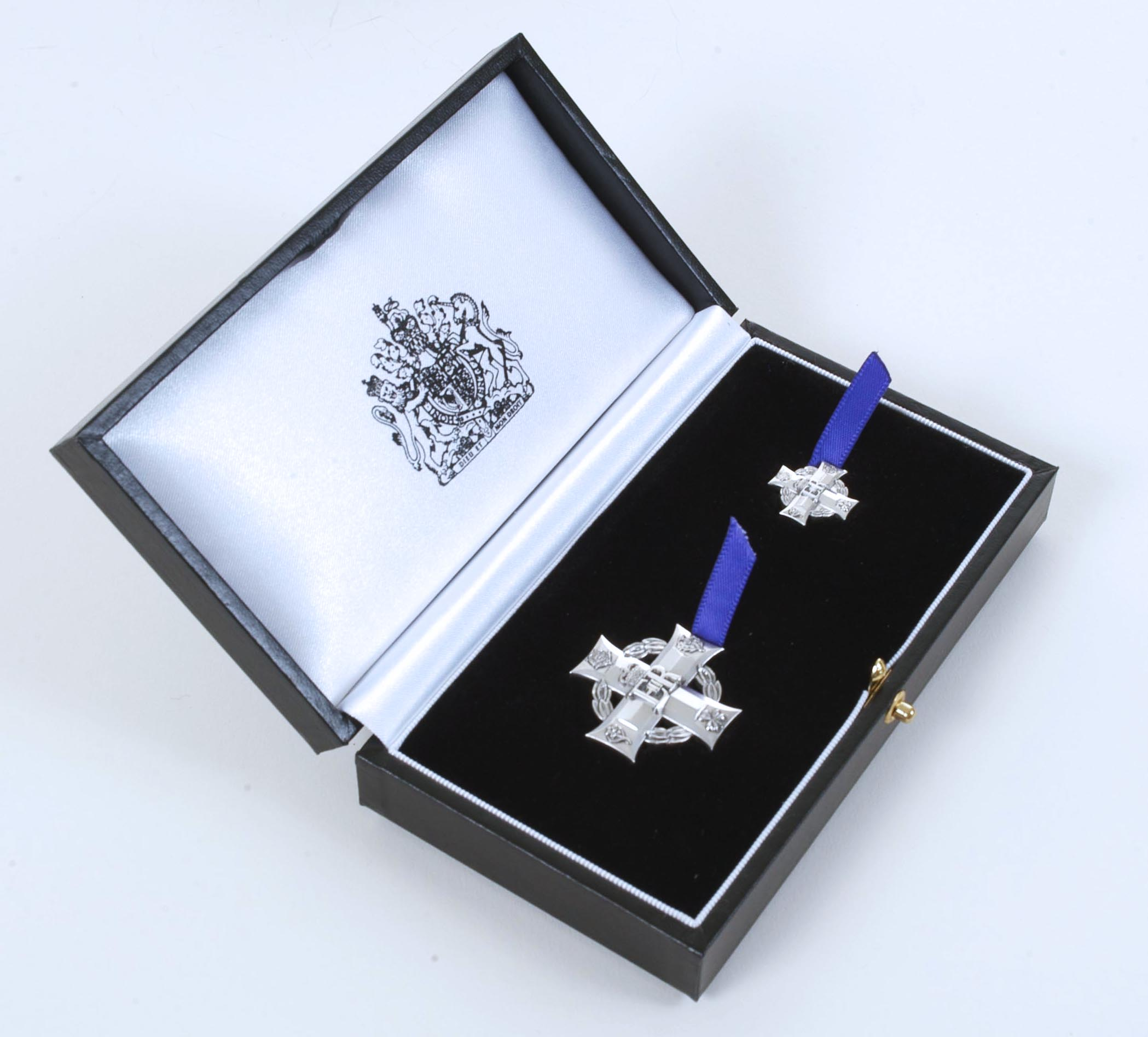
La croix d'Elizabeth et sa miniature dans un étui de présentation

### Libertés
La ville de Belfast et un certain nombre d'arrondissements d'Irlande du Nord ont rendu leur propre hommage au régiment en accordant des libertés, notamment : North Down, Larne et Newtownards.

### L'Épée de Paix Wilkinson
Le travail de relations communautaires des 7ème/10ème bataillons (Ville de Belfast) a été reconnu par l'attribution de l'Épée de Paix Wilkinson en 1990.

## Mémoriaux de l'UDR

### Le mémorial de l'UDR, Lisburn
Un mémorial de l'UDR a été érigé à Lisburn, pour "reconnaître l'abnégation des soldats, hommes et femmes, de toutes les traditions du Royaume-Uni".
Le mémorial est "une sculpture en bronze de 19 pieds à l'échelle miniature", avec "les figures en bronze d'un soldat de l'UDR et d'une femme 'Greenfinch' en service opérationnel... sur un socle en granit de Mourne tout aussi impressionnant".
Le conseil municipal de Lisburn a loué le site à l'UDR Memorial Trust sur Market Square, Lisburn. Selon les termes du bail, l'UDR Memorial Trust est autorisé à utiliser ce site pour y ériger un mémorial. La planification, l'érection et l'entretien du mémorial relèvent de la responsabilité de l'UDR Memorial Trust.
Le mémorial de l'UDR s'ajoute au tableau d'honneur de l'UDR situé à côté du mémorial de guerre de Lisburn, Castle Street, qui commémore le personnel de l'UDR de la région de Lisburn mort pendant le conflit.
Le groupe de statues commémoratives a été dévoilé le 12 juin 2011 par le Vicomte Brookeborough, l'un des administrateurs de l'UDR Memorial Trust. Lors de la cérémonie, le président du Trust, Wesley Duncan, a déclaré : "Il est regrettable que certains membres aient fait de mauvaises choses et nous n'essayons pas de le cacher. Mais ce que nous voulons dire, c'est qu'il y a près de 50 000 personnes qui n'ont pas fait de mauvaises choses - qui ont fait de bonnes choses, qui étaient des gens décents ordinaires qui voulaient faire de leur mieux pour leur pays."

### Arboretum national
Le samedi 28 avril 2012, un mémorial à l'UDR a été dévoilé au Memorial National Arboretum par le colonel Sir Dennis Faulkner CBE (parrain de l'association régimentaire), ainsi que des arbres commémoratifs à la mémoire des soldats de l'UDR qui ont été assassinés après avoir quitté le régiment. Des arbres commémoratifs à la mémoire de tous ceux qui ont été tués pendant leur service avaient déjà été plantés il y a quelques années. Le mémorial prend la forme d'un monument en granit de Mourne de 1,80 m de haut. Une centaine de familles de l'UDR ont assisté à l'événement, auxquelles se sont joints le secrétaire d'État d'Irlande du Nord, Hugo Swire, le ministre junior du DUP, Jonathan Bell, et le chef adjoint de l'UUP, John McCallister. Une parade jusqu'au monument a été menée par la fanfare du 1er bataillon du Royal Irish Regiment.

Sélection de monuments commémoratifs à la mémoire des soldats de l'UDR tombés au champ d'honneur dans les églises, les rues principales et les jardins commémoratifs en Irlande du Nord et en Angleterre.
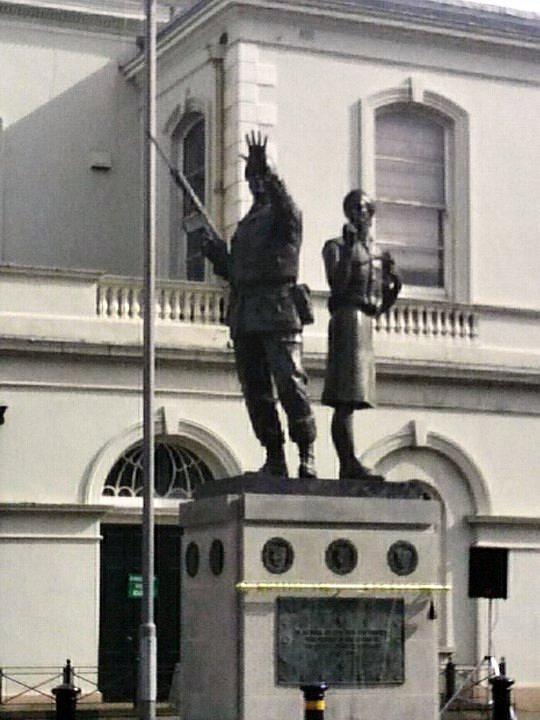
Statue commémorative de l'UDR, Lisburn, juin 2011
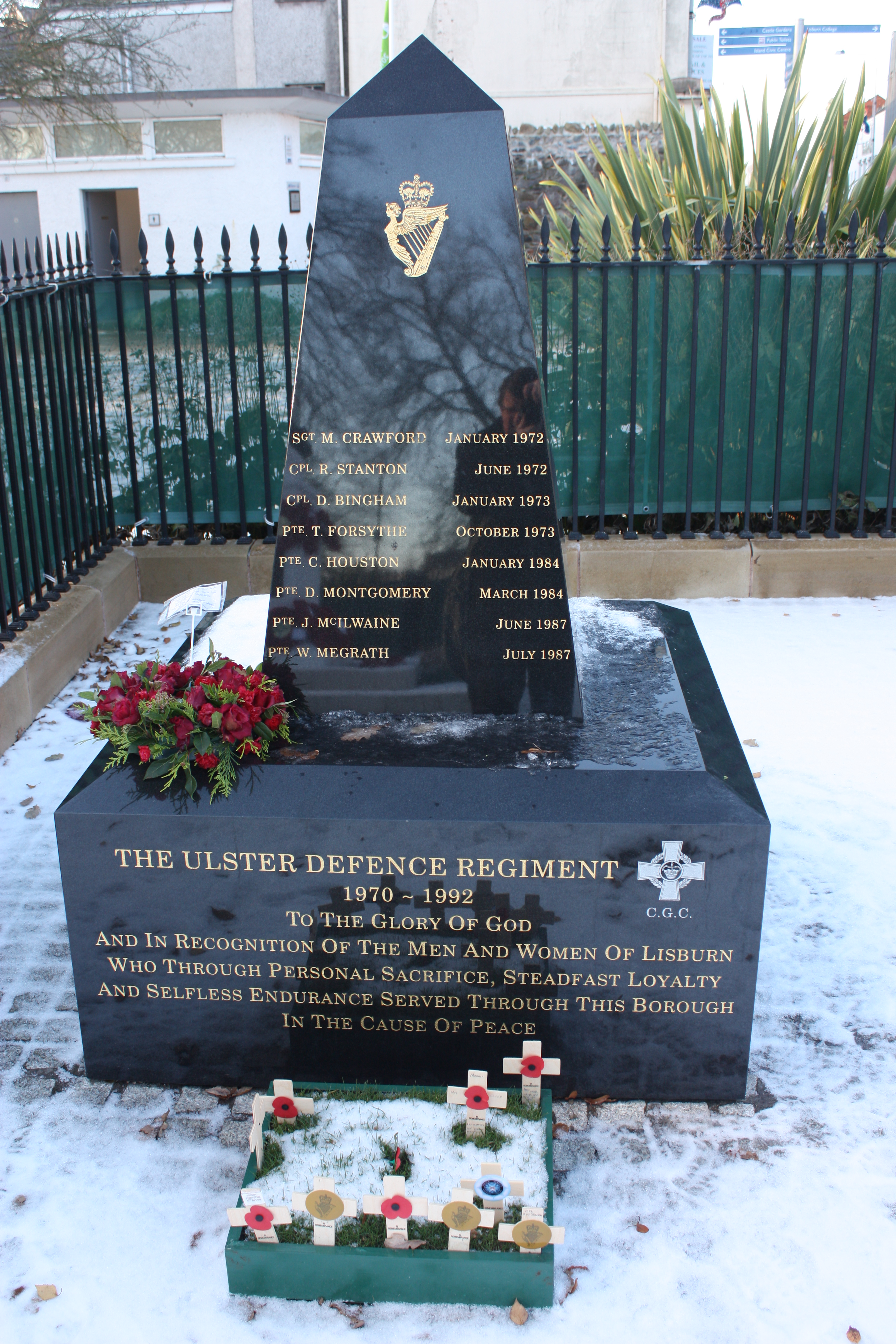
Mémorial de la liste d'honneur, monument aux morts, Lisburn
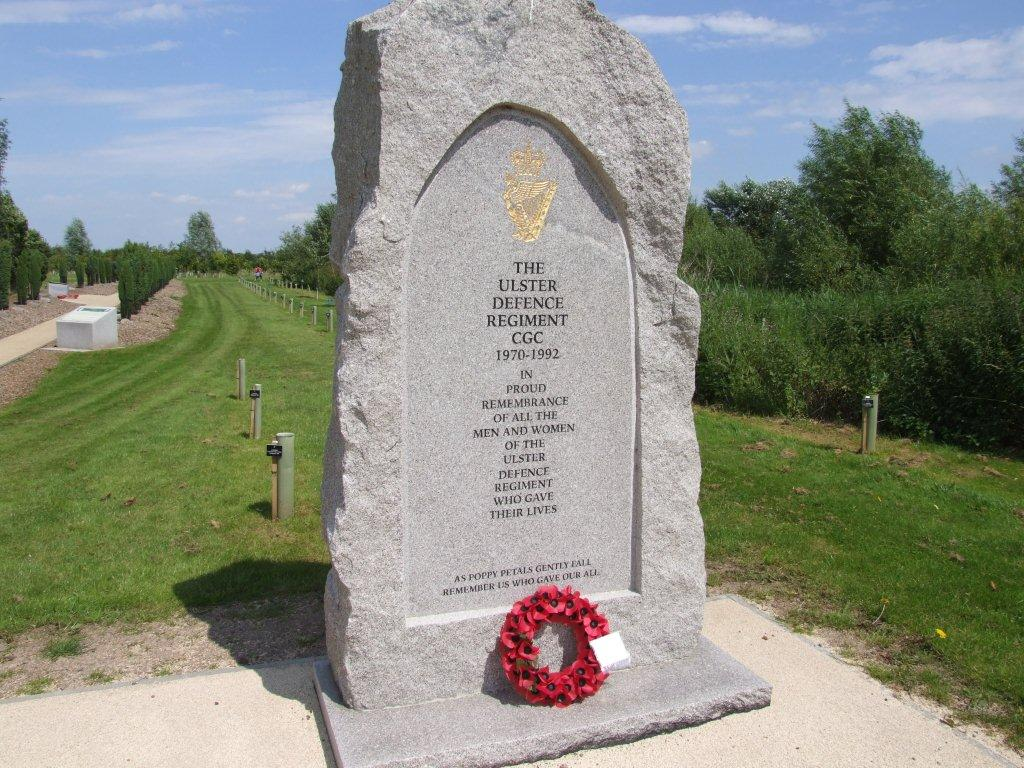
Mémorial de l'UDR à l'Arboretum national
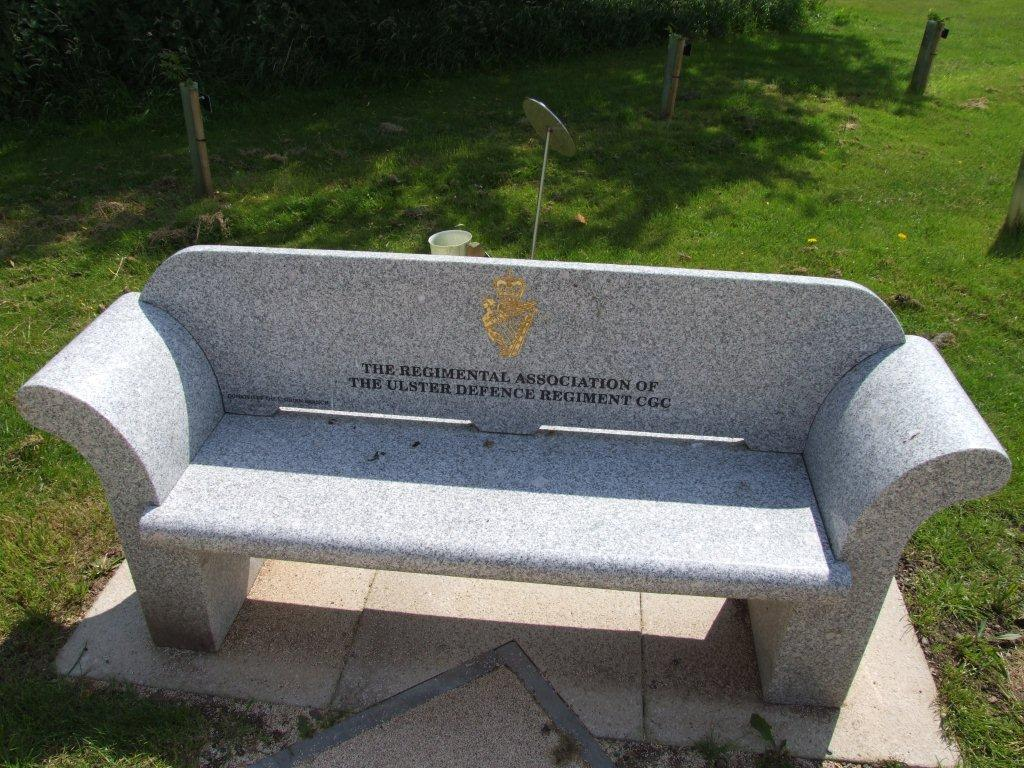
Siège commémoratif à l'Arboretum national
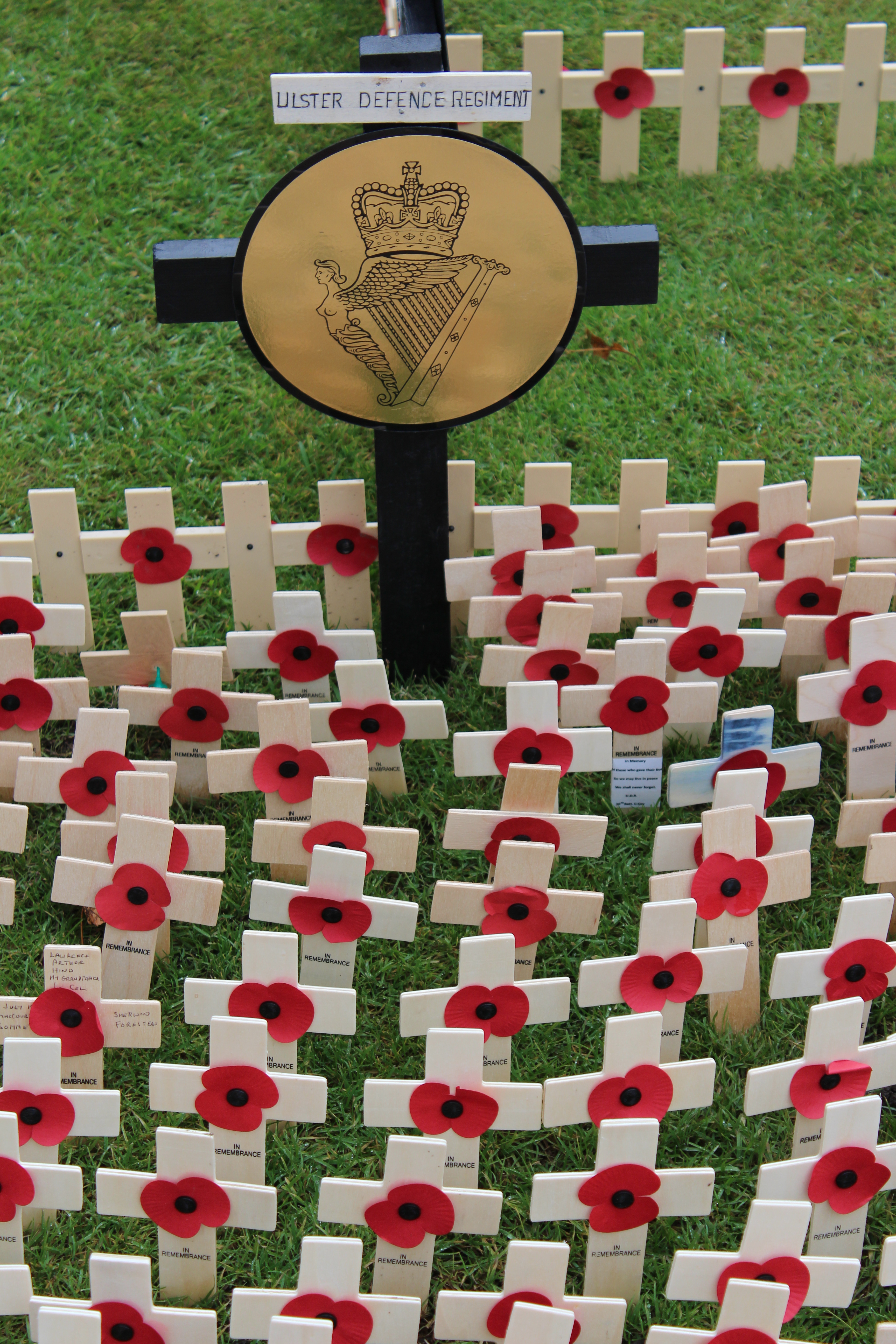
Croix du coquelicot pour les morts, Cénotaphe de Belfast

## Commandants de l'UDR
(Également connus sous le nom de "Brigadier UDR")
- Brigadier Logan Scott-Bowden CBE DSO MC et Bar ; Royal Engineers[36] (premier commandant de l'UDR) * (1970-1971)
- Brigadier Denis Ormerod CBE Royal Irish Fusiliers, (premier commandant catholique de l'UDR) * (1971-1973)
- Brigadier Harry Baxter CBE GM (premier commandant irlandais, également 2e colonel commandant) Régiment Punjab/Royal Irish Fusiliers[259] (1973-1976)
- Brigadier Mervyn McCord CBE, MC, ADC (1976-1978) Royal Ulster Rifles, Royal Irish Rangers.
- Brigadier David Millar OBE Border Regiment (co-auteur du document "The Way ahead" sur l'Ulsterisation) * (1978-1980)
- Brigadier Pat Hargrave (1980-1982) Régiment Royal de Warwickshire/Régiment Royal des Fusilliers.
- Lieutenant Général Sir Peter Graham (1982-1984) Gordon Highlanders.
- Brigadier Roger St Clair Preston (1984-1986) The Light Infantry
- Brigadier Michael Bray CBE (auteur des réformes de Bray) duc du régiment de Wellington * (1986-1988)
- Brigadier Charles Ritchie CBE Royal Scots * (1988-1990)
- Brigadier Angus Ramsay CBE, DSO Royal Highland Fusiliers (1990-1992)

### Colonels Commandant

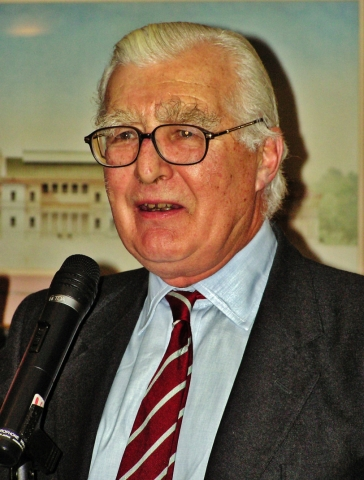
General Sir Charles Huxtable KCB CBE DL

- Général Sir John Anderson GCB, KCB DSO (1969-1977) (5th Royal Inniskilling Dragoon Guards) (1er Colonel Commandant)[34],[260].
- Le brigadier Harry Baxter CBE GM (1977-1986)[261].
- Général Sir David Young (1986-1991) Royal Scots[262].
- Général Sir Charles Huxtable (1991-1992) Régiment du Duc de Wellington. Huxtable reste colonel commandant du Royal Irish Regiment jusqu'en 1996[263],[264],[265].

### Colonel régimentaire
Colonel Sir Dennis Faulkner CBE VRD UD Réserve navale royale/3e bataillon, régiment de défense de l'Ulster (1982-1992)